# Kanye West
Pour les articles homonymes, voir Kanye et West.
Kanye West, nommé Ye depuis octobre 2021, né le 8 juin 1977 à Atlanta (Géorgie), est un rappeur, chanteur, compositeur, réalisateur artistique et designer américain originaire de Chicago, dans l'Illinois. Il est l'une des figures les plus importantes du hip-hop et est connu pour son style musical varié ainsi que ses commentaires culturels et politiques polarisants. Il est considéré comme l'un des plus grands rappeurs de tous les temps bien que ses réalisations artistiques soient souvent éclipsées par sa personnalité publique controversée.
Il se fait remarquer à ses débuts, en qualité de producteur au label Roc-a-Fella, pour son travail sur l'album The Blueprint du rappeur Jay-Z, publié en 2001, ainsi que pour ses travaux auprès d'artistes de renommée internationale tels que Ludacris, Alicia Keys ou Janet Jackson. Son style de production se base souvent sur des samples de voix aiguës tirés de chansons de soul mixés à ses propres compositions. Véritable touche-à-tout, il étend plus tard ses influences à différents styles musicaux comme le RnB, la pop baroque, le trip hop, le rock alternatif, la folk, l'electronica, la musique industrielle, ou encore la musique classique.
Kanye West est élevé dans une famille de la classe moyenne à Chicago et se lance, dès le secondaire (lycée), dans le rap, s'impliquant dans la culture hip-hop de sa ville. Kanye West fréquente l'école d'art de Chicago durant six mois avant d'abandonner ses études pour se consacrer à la musique à la fin des années 1990. Malgré son désir de percer en tant que rappeur, Kanye West n'est pas pris au sérieux par son label qui le cantonne au rôle de producteur. Après avoir signé en 2002 sur le label de Jay-Z, Roc-A-Fella Records, il publie son premier album, The College Dropout en 2004, qui connaît un succès commercial et critique. Le rappeur enchaîne avec Late Registration, album aux sonorités baroques, en 2005, puis avec Graduation en 2007. Ye West arrête le rap pour un temps et endosse le rôle de chanteur sur 808s and Heartbreak, un album où l'artiste montre un côté plus sensible qu'auparavant. Il revient au rap en 2010 avec son album My Beautiful Dark Twisted Fantasy, une nouvelle fois acclamé par la critique. Après différents albums collaboratifs, Ye West revient en solo en 2013 avec la sortie de Yeezus. Ses quatre albums – The Life of Pablo en 2016, Ye en 2018, Jesus Is King en 2019 et Donda en 2021 – poursuivent sa série d'entrées consécutives à la première place du Billboard 200. Il publie également les albums Watch the Throne en 2011 avec Jay-Z, Kids See Ghosts en 2018 avec Kid Cudi et deux albums Vultures en 2024 avec Ty Dolla Sign. Son premier album visuel, intitulé Bully, et son onzième album studio, Donda 2 (tous deux en 2025), sortent par la suite. Dans le domaine du design et de la mode, il collabore avec les marques Nike, Louis Vuitton ou encore Gap sur des vêtements et des chaussures. Il dirige également la collaboration entre Yeezy avec Adidas.
Kanye West est un gros vendeur de disques de l'industrie musicale, avec plus de 32 millions d'exemplaires vendus et 100 millions de téléchargements à travers le monde,. Il est également l'un des artistes les plus récompensés aux États-Unis, à 22 reprises lors des Grammy Awards, faisant de lui un des artistes ayant le plus de victoires, et le plus jeune avec un si grand palmarès. Les magazines Time et Forbes le classent parmi les 100 personnalités les plus influentes au monde. Quatre de ses albums font partie des 500 plus grands albums de tous les temps selon Rolling Stone en 2021. Ye West change régulièrement de style au cours de sa carrière, passant d'un rap dit gangsta d'influence baroque à une musique expérimentale sur fond de musique électronique. Kanye West est connu pour son franc-parler, qui crée la polémique à de nombreuses reprises, notamment au cours de cérémonies de remises de prix, ses déclarations antisémites et son admiration pour le régime nazi et terroriste. Ses goûts vestimentaires excentriques, ses excès et sa relation avec Kim Kardashian lui doivent l'attention des médias people. Durant des années, il progresse lentement dans le domaine de la mode, jusqu'à finir par se faire reconnaître, avant d'être rejeté à la suite de propos haineux, violents ou antisémites.

## Biographie

### Jeunesse
Kanye Omari West est né le 8 juin 1977 dans la ville d'Atlanta, en Géorgie,. Ses parents divorcent alors qu'il est âgé de 3 ans, et il part vivre avec sa mère à Chicago, dans l'Illinois. Son père, Ray West, est un ancien membre des Black Panthers et le premier Afro-Américain à travailler pour The Atlanta Journal-Constitution. Ray West ouvre ensuite le Good Water Store and Café à Lexington Park, dans le Maryland,.
Kanye West est élevé dans une famille de la classe moyenne, et étudie à la Polaris High School d'Oak Lawn, dans l'Illinois, après son départ pour Chicago. La mère de West, Dr Donda C. West (née Williams), d’origine angolaise,, est professeure d'anglais à la Clark Atlanta University (en). À 10 ans, West emménage avec sa mère à Nanjing, en Chine, où elle devient professeure à l'université de Nanjing dans le cadre d'un programme d'échange. D'après sa mère, West était le seul étranger de sa classe, mais il s'adapte rapidement en parlant le chinois, qu'il a oublié depuis. West confie avoir été bon élève au lycée.
Kanye West se consacre tôt à l'art ; sa mère raconte qu’il a écrit son premier poème à 5 ans à l’arrière d’une voiture et se rappelle l'avoir aperçu s'essayer au dessin et à la musique lorsqu'il était en 3e grade (primaire),. West s'implique également et particulièrement dans la scène hip-hop. Il se lance dans la composition musicale en 7e grade (collège) et vend ses œuvres à d'autres artistes.

### Carrière

#### Débuts (1996–2003)
Après s'être fait connaître sur l'album de Jermaine Dupri, Jermaine Dupri Presents : Life in 1472, en 1998, le producteur devient le beatmaker d'artistes du label Roc-A-Fella Records (Jay-Z, Patrick Herve Bird, Beanie Sigel, Memphis Bleek, Freeway). Par la suite, Kanye West travaille sur les albums de Talib Kweli, DMX, Ludacris, Scarface, Monica, Alicia Keys, Janet Jackson, Twista, Brandy, Jay-Z, Mos Def, T-Pain, Dilated Peoples, Mariah Carey, Miri Ben-Ari, John Legend, Common, Keri Hilson, Ne-Yo, J.W.A (Lord.E, MICH et K.Sleep) et même The Acapella Boyz (Jeedee et Mike SZ). C'est en tant que producteur, et avec son frère adoptif Duncan B. Obert, qu'il commence à se faire un nom. Il est notamment derrière certains tubes d'Alicia Keys, Jay-Z, Janet Jackson, Brandy (Talk About Our Love), Talib Kweli, Dilated Peoples, Ludacris et John Legend. Kanye West s'impose dans la production de musique hip-hop à la suite du succès de l'album The Blueprint de Jay-Z. Sur cet album, il produit quatre chansons, dont Izzo (H.O.V.A.).
Un accident de voiture, survenu le 23 octobre 2002, fracture sa mâchoire à trois endroits. Cette épreuve lui « ouvre les yeux » quant à la signification de sa propre vie. C'est d'ailleurs cet évènement qui l'aurait inspiré pour son morceau Through the Wire, puisant son inspiration dans la soul et reprenant un sample de Through the Fire de Chaka Khan. Il enregistre cette chanson six semaines après l'accident, alors que sa bouche est encore recousue à l'aide de points. Il s'excuse d'ailleurs dans la chanson : « Je m'excuse pour ma voix mec, si c'est pas clair du tout… Ils m'ont clôturé la bouche pendant je ne sais combien de temps, le docteur a dit quelque chose comme six semaines » (« I really apologize how I sound right now man If it's unclear at all, man… They got my mouth wired shut for like I don't know the doctor said for like six weeks. »). Through the Wire est le premier single de son premier album solo, The College Dropout.

#### The College DropoutetLate Registration(2004–2006)
The College Dropout est publié dans les bacs en début d'année 2004. L'album contient notamment Slow Jamz, avec Twista et Jamie Foxx, qui rend hommage à la soul de Marvin Gaye ou Luther Vandross et Never Let Me Down, en collaboration entre Jay-Z et Saul Williams. All Falls Down, avec Syleena Johnson, dépeint un monde où l'image et le paraître sont rois. Ce titre a des accords soul très prononcés et reprend un morceau de Lauryn Hill, à qui Kanye West avait demandé de rechanter le morceau avec lui. L'ex-membre des Fugees ayant refusé et c'est donc la voix de Syleena Johnson que l'on entend sur le morceau. School Spirit, dont le sample provient de l'album Spirit in the Dark d'Aretha Franklin, a été censuré car cette dernière ne voulait pas de langage grossier sur cette chanson. Nommé pour dix Grammy Awards, The College Dropout en remporte trois. L'album est sacré disque de l’année par The New York Times et Time Magazine, qui classe Kanye West parmi les « 100 personnalités les plus influentes de la planète » et, en décembre 2009, le magazine Entertainment Weekly le désigne « Meilleur Album de la décennie ». En 2004, il crée son propre label, GOOD Music, (acronyme de Getting Out Our Dreams), sur lequel sont signés Big Sean, John Legend, Common, GLC, Consequence, Really Doe, Tony Chase, Keyshia Cole, Kid Cudi, le DJ A-Trak, SA-RA Creative Partners, Fonzworth Bentley et plus récemment Tony Williams, Edward Enigma et 2 Chainz. Sa société se nomme Donda, le prénom de sa mère.

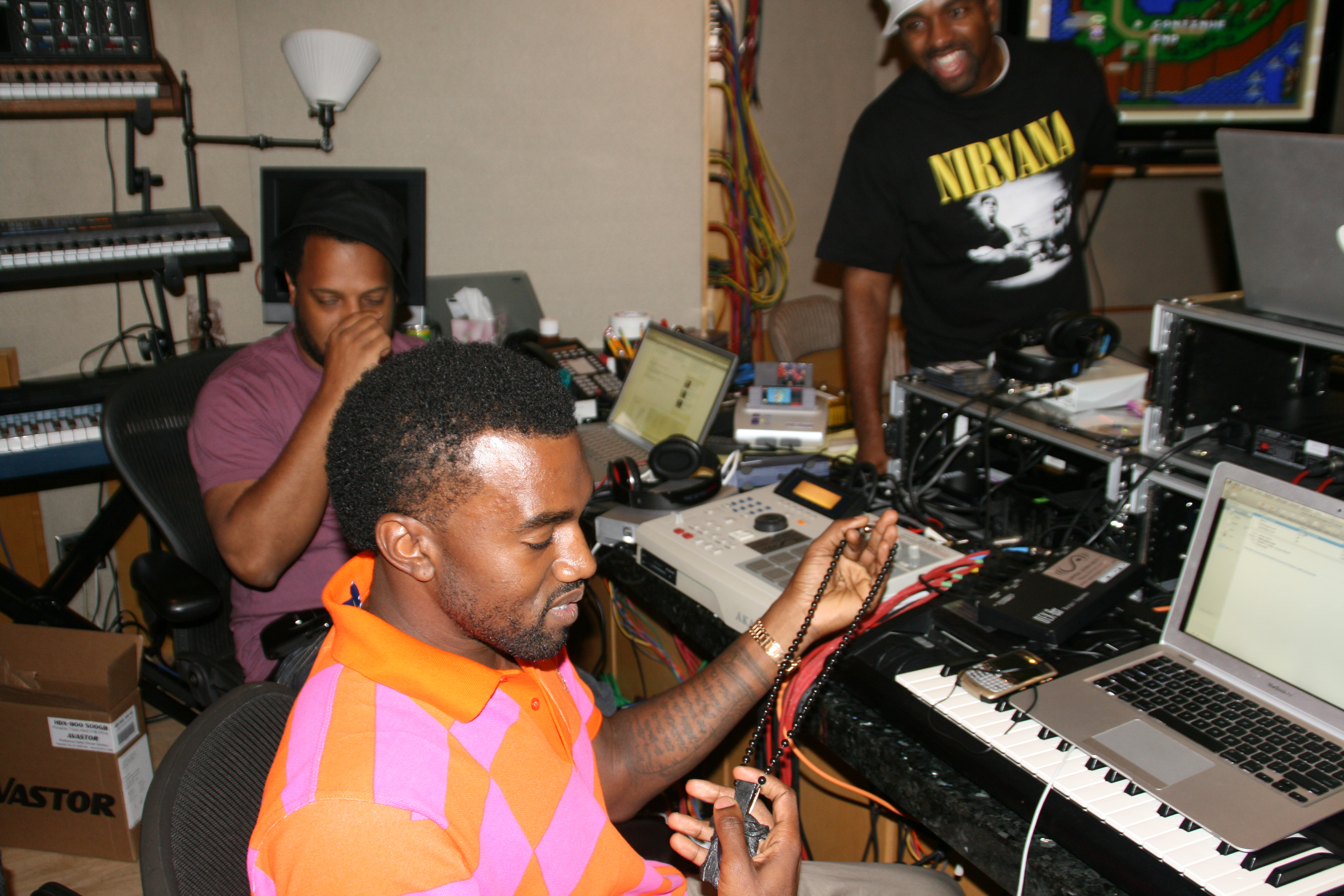
Kanye West en studio avec son mentor No I.D. (à gauche).

En août 2005, Kanye West sort son deuxième album intitulé Late Registration. Les deux premiers singles extraits de l'album sont Diamonds From Sierra Leone (qui sample Diamonds Are Forever de Shirley Bassey sur la bande son du James Bond Les Diamants sont éternels) et Gold Digger (sur laquelle apparaît Jamie Foxx). L'album récolte huit nominations aux Grammy Awards, notamment dans la catégorie album de l'année et chanson de l'année pour le titre Gold Digger. En septembre 2005, il enregistre à Londres onze de ses chansons avec un orchestre symphonique. L’enregistrement a lieu dans les studios Abbey Road et est disponible sur le CD-DVD Late Orchestration, sorti en avril 2006. En 2006, il apparaît dans le documentaire musical de Michel Gondry, Dave Chappelle's Block Party.

#### Graduationet808s and Heartbreak(2007–2009)

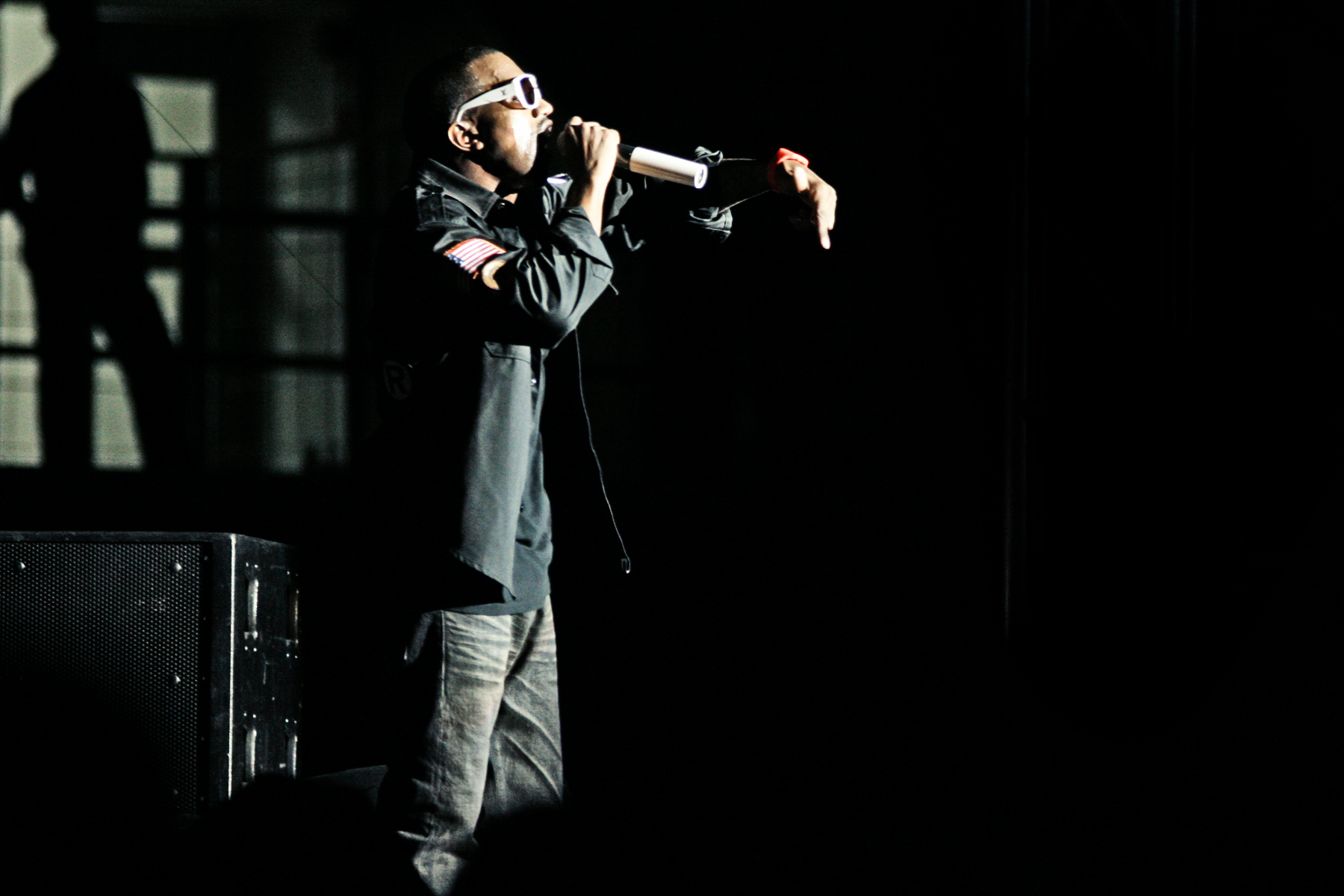
Kanye West sur scène à Kuala Lumpur, en Malaisie, en avril 2007.

La campagne promotionnelle autour du nouvel album de Kanye West est largement popularisée à la suite des provocations du rappeur 50 Cent qui promet d'arrêter sa carrière musicale si Kanye West venait à vendre plus d'album que lui durant la première semaine. Curtis, le prochain album de 50 Cent est attendu pour le 11 septembre 2007, date à laquelle sort Graduation. Ce dernier perdra face à Kanye West avec 691 000 copies vendues contre 957 000 copies du côté de Kanye, mais il continuera à faire de la musique.
Le 11 septembre 2007, il publie Graduation, ce qui représente la meilleure vente d'albums aux États-Unis depuis The Massacre de 50 Cent (1,14 million d'albums vendus en une semaine) en 2005. Ce troisième album fait participer le groupe français Daft Punk, avec le titre Stronger, qui reprend leur morceau Harder, Better, Faster, Stronger. Le titre est jugé comme le meilleur featuring de l'année. Kanye West fait notamment la une de Spin Magazine avec les deux robots de Daft Punk sur la couverture et on remarque leur première apparition télé sur CBS pour les Grammy Awards pour interpréter Stronger. En 2008, Kanye West participe à la réédition anniversaire de Thriller 25, l'album de Michael Jackson. Il y remixe l'un des tubes de Jackson, Billie Jean. Il fait également une apparition sur la chanson Beat Goes On de Madonna, produite par Pharrell Williams.
Son quatrième album, 808s and Heartbreak, sort le 25 novembre 2008. Il est classé numéro sept des ventes aux États-Unis, avec 1 023 000 exemplaires vendus en 2008. Le premier single extrait de l'album, Love Lockdown, est interprété aux MTV Video Music Awards le 7 septembre 2008. Le deuxième single s'intitule Heartless. West choisit d'utiliser Auto-Tune, un logiciel modulant la voix et popularisé par T-Pain. Les sonorités de l'album tendent davantage vers le R'n'B et la Pop des années 1980.
En 2009, il fait irruption sur la scène des MTV Video Awards, pour dire que Beyoncé méritait bien plus le prix de la meilleure vidéo pour une artiste féminine que la toute jeune lauréate, Taylor Swift. Par la suite, de nombreuses provocations entre les deux artistes apparaissent dans leur musique respective (Famous et Look What You Made Me Do).
En août 2014, un extrait vidéo du clip avorté Robocop fuite en ligne. On peut y découvrir qu'Amber Rose faisait initialement partie du projet, présentée comme la muse du rappeur.

#### My Beautiful Dark Twisted Fantasy(2011–2012)

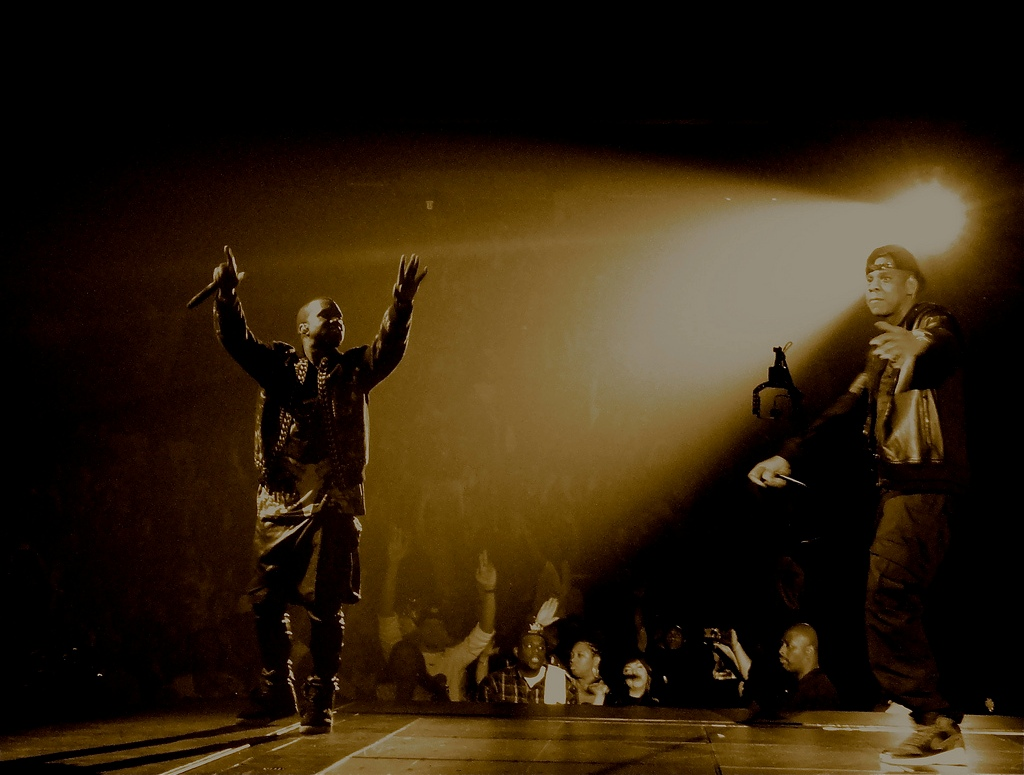
Kanye West sur scène avec Jay-Z en 2011.

Le 28 mai 2010, il dévoile le premier extrait, Power, de son cinquième album studio, My Beautiful Dark Twisted Fantasy, auparavant intitulé Good Ass Job, dont la sortie est prévue pour le 22 novembre 2010. En août 2010, il publie une mixtape, Good Ass Mixtape, en collaboration avec Perajok. Dès septembre 2010, il lance sur Internet les G.O.O.D. Fridays où, chaque vendredi, il publie un titre inédit. Il présente ainsi des morceaux avec Jay-Z, RZA, Pete Rock, Pusha-T, Bon Iver, Common, Curtis Mayfield, Charlie Wilson et bien d'autres. En septembre, il présente également le deuxième single de son album, Runaway avec Pusha-T des Clipse. Il réalise lui-même pour cette chanson un film de 35 minutes où il présente également d'autres titres de son album. En 2011, il publie Watch the Throne, un album commun avec Jay-Z, à l'origine prévu comme un simple EP. Le premier single, H.A.M., est présenté sur Internet le 11 janvier 2011.
Également au début de l'année, son clip All of the Lights est accusé de plagiat du film Enter the Void. Le clip réutilise presque à l'identique l'esthétique des crédits d'ouverture du film de Gaspar Noé. Kanye West reprend le principe des G.O.O.D. Fridays pour promouvoir la sortie de son album en collaboration avec les artistes de son label GOOD Music. Il réalise un autre film pour cet album, présenté lors du Festival de Cannes 2012 en compétition non officielle (le film étant projeté sur sept écrans en simultané).

#### YeezusetThe Life of Pablo(2013–2017)

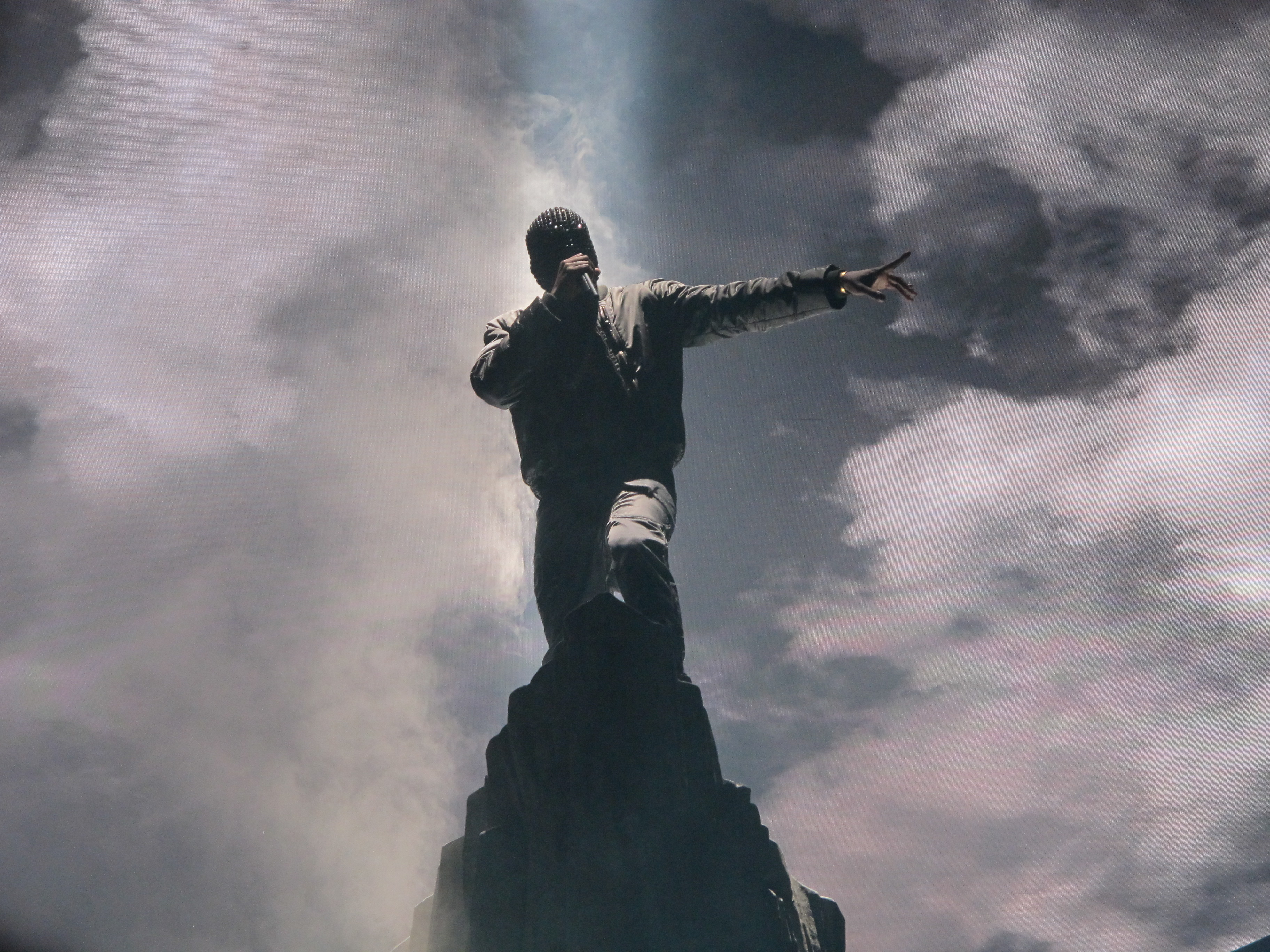
Kanye West en 2013.

Le 21 juin 2013 sort en France son sixième album, Yeezus. Il contient dix titres dont de nombreuses collaborations dont KiD CuDi, Frank Ocean, Assassin, Bon Iver, Charlie Wilson, Tony Williams, Chief Keef et Justin Vernon. En décembre 2013, il fait l'objet d'une polémique, accusé d'antisémitisme par la Anti-Defamation League, pour avoir déclaré : « Les Noirs n’ont pas les mêmes rapports que les Juifs. Les Noirs n’ont pas les mêmes rapports que les gens du pétrole. ». Il est défendu alors par le cofondateur de la Nation of Islam, Louis Farrakhan.
Son septième album studio, The Life of Pablo, sort en exclusivité sur Tidal le 14 février 2016. Bien que déjà publié, l'album est régulièrement modifié par son auteur, ce qui est une première, y compris pour un format numérique. En novembre 2016, le rappeur décide d'annuler un concert de sa tournée The Saint Pablo Tour seulement trois heures avant le début de celui-ci. La journée suivante, les représentants de West ont indiqué que la star a décidé de mettre un terme à sa tournée Saint Pablo et que les détenteurs de billets seront remboursés. Il lui restait environ une vingtaine de représentations à donner en Amérique du Nord et Kanye West n'a jamais commenté lui-même la nouvelle. Le rappeur aurait fait une crise psychotique et il est entré au UCLA medical center de Los Angeles le 21 novembre 2016. Il en est sorti le 30 novembre[réf. nécessaire].

#### YeetKids See Ghosts(2018)

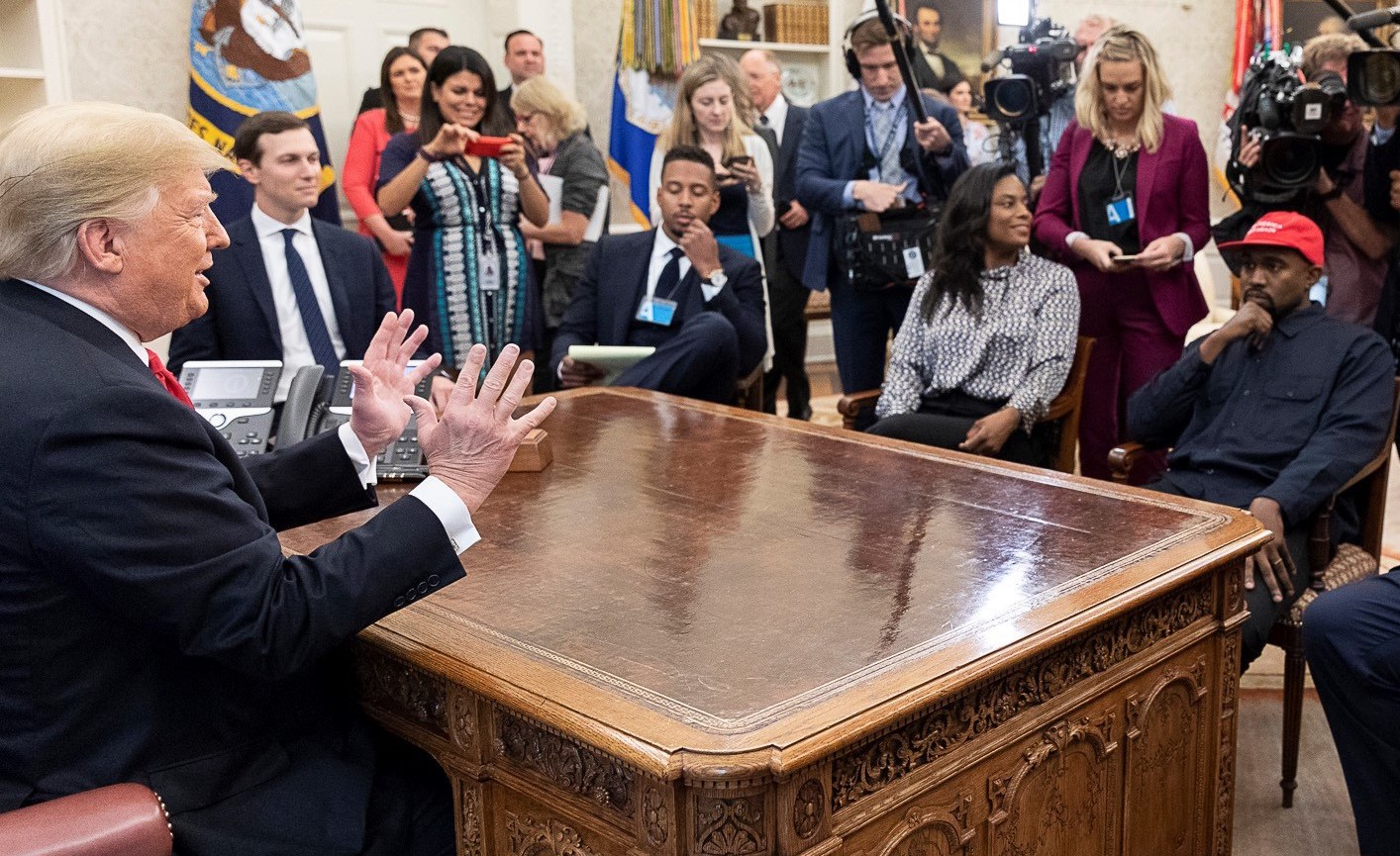
Kanye West et Donald Trump en octobre 2018.

Le vendredi 1er juin, il publie son huitième album studio, Ye (qu'il prévoyait initialement de nommer Hitler d'après CNN). Celui-ci a été produit avec Mike Dean. La pochette ne contient pas le titre de celui-ci, mais uniquement la phrase « I hate being bi-polar, it’s awesome » (Traduite en français : « Je déteste être bipolaire, c’est génial »). Une listening party de l'album a été organisée le 31 mai 2018.

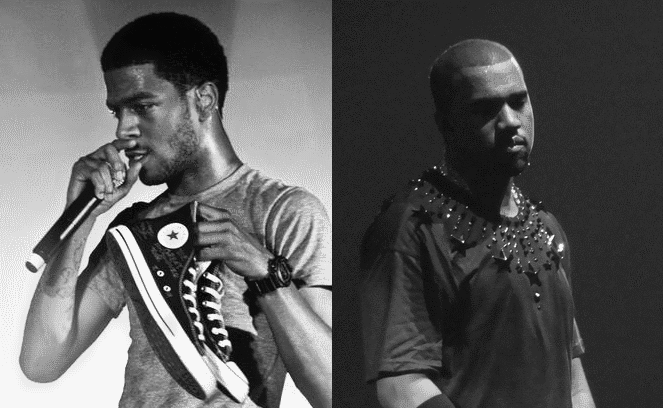
Kid Cudi et Kanye West.

Une semaine plus tard, il sort Kids See Ghosts qui est le premier album studio du supergroupe américain Kids See Ghosts, composé des rappeurs et producteurs Kanye West et Kid Cudi. Il est sorti le 8 juin 2018 via Wicked Awesome Records et GOOD Music, et distribué par Def Jam Recordings.
Avant la sortie, West et Cudi avaient collaboré sur le travail de chacun depuis 2008. Les premières sessions en studio pour l'album ont commencé après la réunion des deux hommes fin 2016. Au niveau des paroles, cet album inclut des références à la maladie mentale.
La pochette a été travaillée par Takashi Murakami, le même artiste qui avait fait celle de Graduation, un album iconique de West.

#### Yandhi(2018 - 2019)
Fin 2018, Kanye West annonce la sortie prochaine d'un nouvel album intitulé Yandhi sur Twitter, à peine quelques mois après la sortie de son dernier album. Durant la production de celui-ci, le rappeur se rendra en Ouganda accompagné de sa famille afin de se ressourcer et s'imprégner des influences locales. Kanye annonce que son album sera essentiellement Gospel. Initialement attendu pour septembre 2018, Kanye le repoussera au mois de novembre puis annonce qu'il le dévoilera que lorsqu'il sera prêt aux alentours de 2019.
Le 3 septembre 2019, le projet Yandhi de Kanye West fuite intégralement sur le web notamment les réseaux sociaux au sein desquels ils sont relayés par les internautes. Pusha T, directeur du label GOOD Music, déplorera cette fuite en déclarant que cela avait « ruiné tout ce qu'ils avaient en réserve ».

#### Sunday Service Choir(2019 -?)
Depuis le début de l'année 2019, Kanye West organise hebdomadairement les Sunday Service Choir (en), des services du dimanche en plein air au cours desquels Kanye chante ses morceaux et est accompagné d'Adam Tyson, son pasteur évangélique. Le 21 avril 2019, Kanye West fond en larmes à Coachella devant 50 000 personnes après une prestation enflammée.

#### Jesus Is King(2019)
Le 29 août 2019, Kim Kardashian dévoile la tracklist des titres des chansons qui devraient composer le prochain album de son époux et dans la foulée, la date de sortie de l'album fixée au 27 septembre 2019. Le projet Yandhi n’ayant pas vu le jour pour des raisons inconnues, Kanye s’est focalisé à produire un autre album de hip-hop chrétien différent de ce qui avait été amorcé. Kanye ne souhaitant notamment plus faire de rap traditionnel désormais, plus spécifiquement en choisissant de bannir les jurons de ses futures œuvres musicales. L'album du rappeur est de nouveau repoussé.
L'album Jesus Is King sort le 25 octobre 2019, après une longue attente des fans. Il est bien reçu par les critiques qui livrent des avis majoritairement positifs,.
Le neuvième album de Kanye West se compose de 11 pistes pour une durée totale de 27 minutes. Kanye réunit également les frères en discorde Pusha T et No Malice (en) sur le titre  Use this Gospel. Il collabore avec le producteur Timbaland à l'œuvre sur cette piste, mais aussi sur le morceau Closed on Sunday. Il invite aussi le producteur Pi’erre Bourne sur le morceau On God ou encore Mike Dean sur le titre Everything we need.
Cet album de Kanye est plus personnel que ses prédécesseurs. Fortement influencé par ses offices dominicaux, Kanye dissémine un message religieux tout au long des titres. Il confesse par ailleurs qu’il s’est senti haï lorsqu’il a décidé de se consacrer à sa foi : « Said I'm finna do a gospel album / What have you been hearing from the Christians? / They'll be the first one to judge me / Make it feel like nobody love me ».
Comme pour les albums précédents, Kanye aura recours au sampling, notamment sur les titres Follow God qui est un sample du morceau Can You Lose By Following God du groupe Whole Truth (1969). Water est aussi le résultat d’un échantillonnage du titre Blow Job ou également le titre Hands On qui utilise la ligne de basse du titre Bathroom Dance (composé par Hildur Guðnadóttir) qui s'avère être une soundtrack du film Joker.
Jesus is king est accompagné d’un film documentaire du même nom, uniquement distribué dans quelques salles IMAX dans les pays anglophones. Ce film-documentaire retrace les derniers mois de l’artiste pendant l’élaboration de Jesus is King.

Film documentaire Jesus Is King.

Le documentaire récoltera 1 million de dollars, dont 862 000 $ en Amérique du Nord, dès la première semaine d'exploitation.

#### Jesus Is King Part 2etDonda(2020-2021)
Le 18 novembre 2019, Kanye West et Dr. Dre annoncent sur les réseaux sociaux la venue d'un album collaboratif, sequel de Jesus Is King, Jesus Is King Part 2.
Le 30 juin 2020, il sort le single Wash Us In The Blood, avec Travis Scott (signant sa troisième collaboration avec ce dernier) et qu'il indique comme extrait d'un album solo à venir, intitulé God's Country. Le morceau est globalement acclamé par la critique, soulignant le retour de sonorités sombres et agressives de l'album Yeezus.
Le 1er juillet 2020, Ty Dolla Sign sort le titre Ego Death, dans lequel figure Kanye West, avec d'autres artistes comme FKA Twigs et Skrillex.
Donda est le dixième album de Kanye West, il sort le 29 août 2021 en hommage à sa mère défunte. Avec 27 pistes, il explore divers thèmes et styles musicaux, allant du hip-hop au gospel en passant par l'électronique et le rock. Les collaborations avec des artistes tels que Jay-Z et Kid Cudi enrichissent l'album. Les paroles introspectives reflètent les luttes et les triomphes de West. Malgré des critiques mitigées, l'album est un succès commercial, se classant en tête des charts mondiaux. Des événements de lancement et des performances en direct ont accompagné la sortie, ajoutant une dimension multimédia à l'expérience auditive.

#### Candidature à l'élection présidentielle de 2020

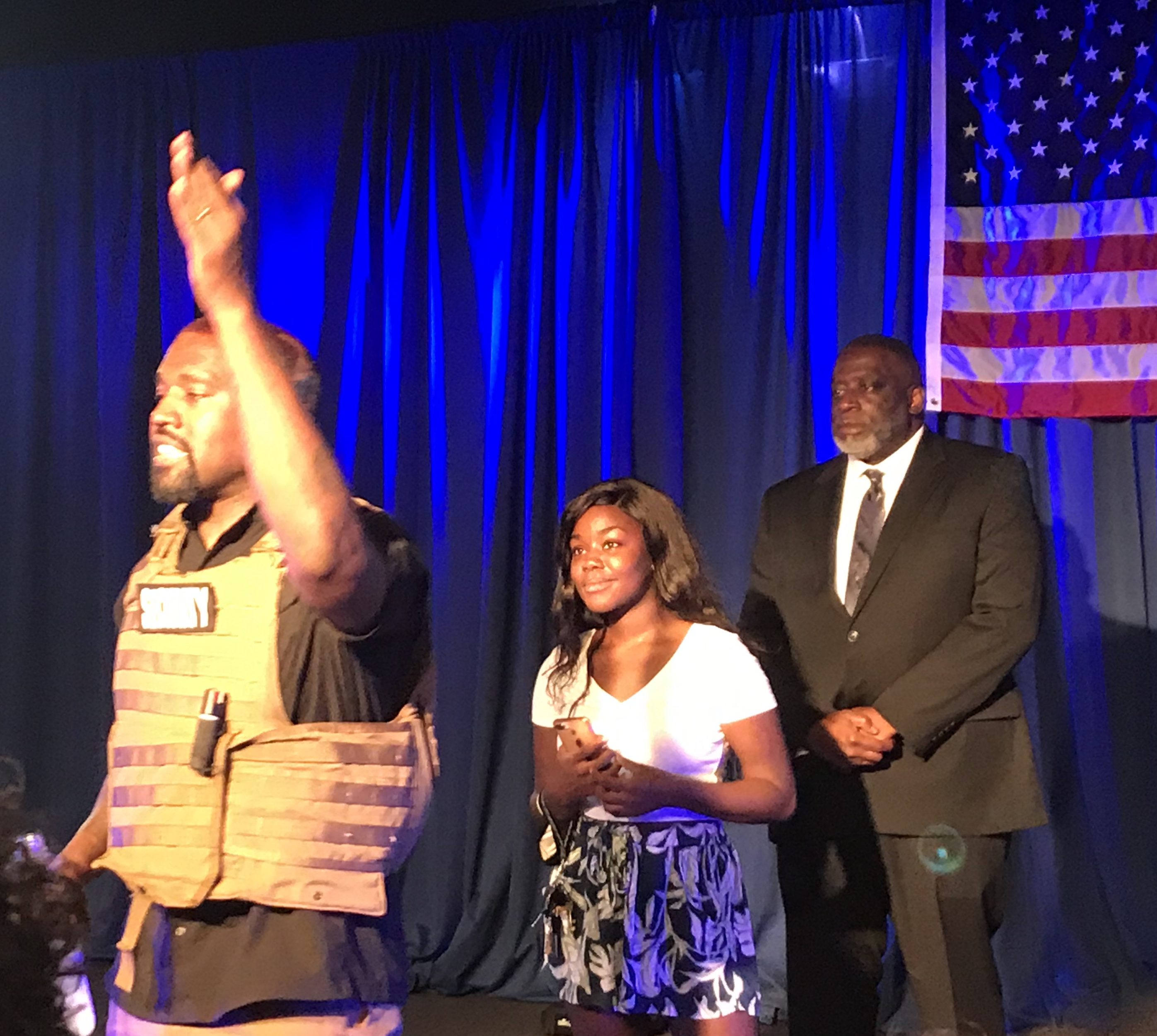
Kanye West à son premier meeting de campagne à North Charleston en Caroline du Sud, le 19 juillet 2020

Le 4 juillet 2020, Kanye West annonce sa candidature à la présidence des États-Unis sur Twitter. Certains fans émettent l'hypothèse que cette campagne, débutée à la dernière minute, pourrait être une opération de promotion.
Le 8 juillet, il révèle à Forbes que Michelle Tidball, une prêcheuse du Wyoming, est sa colistière. West dit également ne plus soutenir Donald Trump car il a appris que le président des États-Unis s'était caché dans un bunker pendant la pandémie de Covid-19. Il confirme en revanche que le fait que sa candidature puisse profiter à Trump en détournant les votes de l'électorat noir de Joe Biden (candidat présumé du Parti démocrate) ne le gêne pas. Bien que proche du Parti républicain, il déclare n’avoir jamais voté de sa vie et s’être inscrit pour la première fois sur les listes électorales en juillet 2020.
Il reçoit assez de signatures pour être présent sur le bulletin de vote présidentiel dans l'État d'Oklahoma.
Le 19 juillet, Kanye West tient son premier meeting de campagne à Charleston, en Caroline du Sud, où il apparaît avec le nombre « 2020 » rasé sur son crâne. Il y fait des propositions de politique improvisées, répond à des questions, et fait plusieurs monologues sur des sujets comme l'avortement, ou encore l'abolitionniste de l'esclavage Harriet Tubman. Il révèle au bord des larmes que ses parents l'ont presque avorté, et qu'il a presque fait de même avec sa fille North. Il affirme que l'avortement devrait être légal, mais que les mères en difficulté financière devraient recevoir des aides financières. Les propos de Kanye West, notamment sur Harriet Tubman, provoquent de la colère, ainsi que des expressions d'inquiétude sur son bien-être psychique.
Le 10 août, il présente son programme présidentiel en dix points sur son site de campagne,.

##### Idées politiques
Kanye West défend des positions conservatrices influencées par le christianisme. Il est notamment anti-avortement et contre l'existence des plannings familiaux, qui auraient selon lui été établis par « les suprémacistes blancs » pour « faire le boulot du diable ». Il s'affirme également suspicieux à l'égard du vaccin contre la Covid-19, appelant les vaccins « la marque de la Bête (du Diable). Ils veulent nous implanter des puces afin que nous ne puissions franchir les portes du paradis »,. Se désignant comme « le candidat de Dieu », Kanye West dit que son éventuelle victoire sera due à celui-ci : « Si je gagne en 2020, alors j’aurai été désigné par Dieu ». Après de nombreuses déclarations antisémites, en novembre 2022, il affirme son admiration pour Adolf Hitler : « Je vois de bonnes choses chez Hitler. (…) J’aime les juifs, mais j’aime aussi les nazis »,.

#### Donda 2 et polémiques (2022)
Le 24 février 2022, l’album Donda 2 de Ye voit le jour, uniquement disponible à l'achat d'un Stem Player (en). L'album n'est, finalement, jamais sorti sur les plateformes de streaming.
À la suite des propos antisémites de Ye, Kano Computing met fin à leur association avec le rappeur et arrête la production de Stem Player. L'album n'est donc officiellement plus disponible.
Le 1er décembre 2022, lors d’une interview sur le plateau de l’émission « InfoWars », présentée par l’Américain d’extrême droite Alex Jones, il confesse son admiration pour Hitler et les nazis cagoulés. Par la suite, West se fera bannir son compte X.

#### Vultures et Bully (depuis 2023)
Le 22 novembre 2023, Ye dévoile son nouveau single Vultures en collaboration avec Ty Dolla Sign annonçant un futur album en duo, Vultures 1. L'album sort de manière indépendante le 10 février 2024 sous le label YZY.
Ses comptes X et Instagram ont été débannis. Il y publie ses excuses envers la communauté juive et y a annoncé les futurs volumes de Vultures (2 et 3) qui devaient initialement sortir le 8 mars ainsi que le 5 avril 2024.

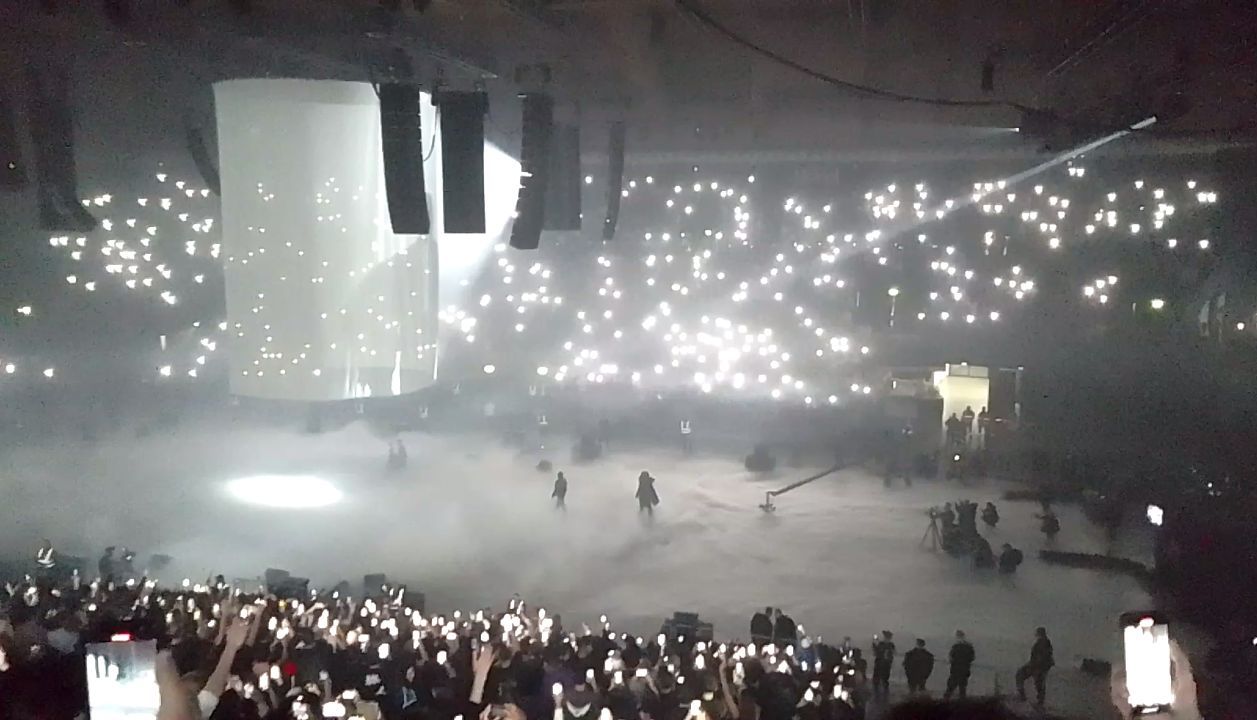
Listening Party.

Vultures 1 fut un grand succès dans l'industrie musicale. Il finit premier du Billboard Hot 100 (148 000 ventes aux États-Unis durant la première semaine). Plusieurs rappeurs très connus ont participé à l'album, dont Travis Scott et Playboi Carti. Sa fille North West a également participé à un morceau intitulé Talking, apparaissant même dans le clip de celui-ci.
Vultures 2 sort finalement, après de nombreux reports, le 3 août 2024. Il est sorti par surprise sans avoir été annoncé pour ce jour-ci et contient 16 chansons.
Le 16 septembre 2024, il interprète une œuvre intitulée Preacher Man (lors d'une listening party à Haikou avec Ty Dolla Sign), qu'il annonce comme faisant partie de son futur album. Encore lors d'une listening party, le 28 septembre 2024, il annonce une nouvelle fois l'album, intitulé Bully, ainsi qu'une chanson nommée Beauty and the Beast,. 

### Vie privée

#### Vie sentimentale
En 2005, Kanye est en couple avec Brooke Crittenden.
Il a également fréquenté Alexis Phifer de 2002 à 2008 dans une relation non exclusive. Ils se fiancent en 2006, mais se séparent définitivement en 2008,.

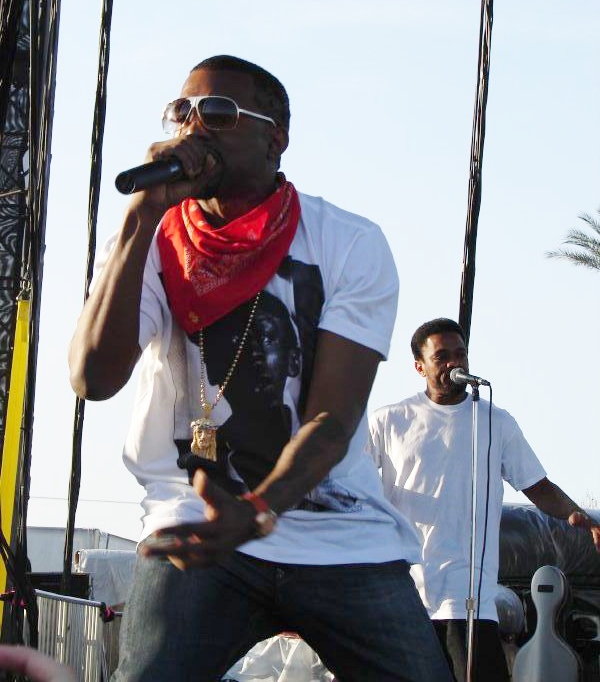
Kanye West en représentation à Coachella en 2006.

Kanye West est en couple avec Amber Rose de 2008 à 2010.
Il fréquente ensuite le mannequin Selita Ebanks en 2010.
En 2011, des rumeurs le disent en couple avec la Miss Albanie Angela Martini. Il est surpris embrassant une mystérieuse jeune femme blonde à Cannes par des paparazzis durant cette période.
En 2012, des images révélant l’existence d'une sextape du rappeur avec un sosie de Kim Kardashian fuitent. D'avril 2012 à février 2021, il est en couple avec Kim Kardashian. Le couple se fiance le 21 octobre 2013 dans le stade AT&T Park de San Francisco. Le mariage a lieu le 24 mai 2014 à Florence, en Italie. Le couple divorce courant 2021.
La presse rapporte que Kanye West a eu une courte liaison avec la chanteuse Christina Milian en 2016,,.
En juin 2021, il est révélé par les médias que Kanye West serait en couple avec le mannequin russe Irina Shayk,. Ils sont photographiés tous deux en complicité dans le sud de la France,. En juillet 2021, le magazine TMZ confirme la relation entre le rappeur et Irina Shayk malgré les rumeurs,. Cependant, la relation ne dépasse pas l'été ou du moins les rumeurs s'estompent vite.
Courant 2021, Kanye West est photographié en compagnie de la mannequine Vinetria, de 22 ans sa cadette.
Le 6 janvier 2022, l'actrice Julia Fox a officialisé sa relation avec le rappeur. Ils se séparent au bout de quelques semaines.
Il est ensuite en relation avec la mannequine Chaney Jones durant quelques mois.
Au cours du mois d'octobre 2022, il est aperçu avec le mannequin brésilien Juliana Nalù,.
En janvier 2023, les médias rapportent que Kanye West a épousé Bianca Censori en secondes noces, employée de YEEZY LLC en tant que directrice artistique, au cours d'une cérémonie privée,,. Le couple devrait se séparer deux ans plus tard, en février 2025. Bianca aurait par ailleurs tenté de faire interner le chanteur après sa série de tweets problématiques, elle aurait fait une crise de panique.

#### Diagnostic de troubles bipolaires puis d'autisme
Par le passé, Kanye West s'est plusieurs fois comparé à un dieu. Les médias ont fréquemment nourri les colonnes de la presse par ses illustres déclarations mégalomanes ou lunaires.
Le 22 novembre 2016, Kanye West est interné de force dans l'unité psychiatrique du Ronald Reagan UCLA Medical Center après avoir vociféré des propos inquiétants et démontré un comportement tout aussi préoccupant dans une salle de sport. La police ainsi qu'une ambulance sont contactées. Le rappeur refuse de se rendre à l’hôpital pour effectuer des analyses. Il sera menotté et placé de force dans une civière avant d'être conduit vers une unité psychiatrique.
D'après les premiers éléments délivrés par les médias, Kanye avait été fragilisé par le récent anniversaire des funérailles de sa mère, Donda West, ainsi que par l'agression qu'avait subie Kim Kardashian au cours d'un braquage les jours précédents. Kanye West aurait également souffert de sévères manques de sommeil. Auparavant, le rappeur tenait des propos surprenants à charge contre la chanteuse Beyoncé et le producteur Jay-Z sur scène.
Du fait de la surmédiatisation du rappeur, de nombreux employés de l’hôpital ont tenté de se procurer le dossier médical du chanteur, en vain. En conséquence, certains d'entre eux ont été licenciés.
Le porte-parole de la police déclarera, dans un communiqué, que les forces de l'ordre avaient été contactées dans un premier temps pour des faits de troubles à l'ordre public, sans que Kanye West soit mentionné, avant que le motif de l'urgence ne soit reconsidéré en urgence médicale nécessitant une intervention immédiate des pompiers.
Kanye West est diagnostiqué bipolaire par la suite ; il sort des services de psychiatrie au cours du mois de décembre 2016.
Lors d'une interview pour David Letterman, le rappeur confesse vivre régulièrement des épisodes de paranoïa. Quelque temps auparavant, un enregistrement sonore avait été dévoilé dans lequel on peut entendre Kanye West, furieux, exposer ses brimades envers Taylor Swift et au cours duquel il compare son influence à celle de Stanley Kubrick, Pablo Picasso, Pablo Escobar ou encore l'apôtre Paul.
Kanye West choisit de centrer son huitième album Ye autour du thème de la bipolarité et des récents problèmes de couple engendrés par sa maladie. C'est en cela qu'il adjoint une citation empreinte de lunatisme à la pochette de son album. Il évoque ses pensées suicidaires sur le titre I thought about killing you, premier morceau de l'album.
En juillet 2020, dans le cadre de sa candidature pour la présidence des États-Unis, Kanye, portant un gilet pare-balles, tient un meeting à Charleston. Se positionnant contre l'avortement, il se lance dans un discours dithyrambique où il parle de lui à la troisième personne et accuse son père d'avoir voulu faire avorter sa mère lorsqu'elle était enceinte de lui. Il fond en sanglots et révèle, hystérique, que Kim Kardashian souhaitait avorter lors de sa première grossesse, qualifiant cet acte de « meurtre ». Il enchaîne plus tard avec des menaces prononcées contre sa belle-mère Kris Jenner sur les réseaux sociaux et insinue que sa femme l'aurait trompé, ce qu'elle dément. Il révèle, dans la foulée, avoir interrompu la prise de son traitement contre ses troubles bipolaires, estimant que les médicaments limitaient sa créativité. Kim Kardashian évoquera quelques jours plus tard les problèmes de bipolarité dont souffre son époux tout en appelant à la compassion envers lui.
En février 2025, il explique que son diagnostic de bipolarité était erroné, et qu'il a reçu un diagnostic d'autisme.

#### Autres
En 2002, Kanye West est victime d'un grave accident de voiture à Los Angeles qui le plongera dans le coma. À la suite de cet accident, sa mâchoire est fracturée à deux endroits. Alité durant six semaines, il subit plusieurs opérations de chirurgie réparatrice. Cet événement l'inspirera dans la finalisation de son album College Dropout et il se tatouera une page extraite de la bible sur l'avant-bras gauche. Dans le clip de  All falls down, la mâchoire réparée du rappeur est passée aux rayons X lorsqu'il s'allonge dans le scanner à bagages.
En 2007, Kanye West perd sa mère des suites de complications survenues durant une opération de liposuccion.
En 2015, la fortune de Kanye West est estimée à 145 millions de dollars alors que Forbes estime à 22 millions de dollars américains ses gains pour la seule année 2017.
Kanye est régulièrement tourné en dérision dans des mèmes internet. Il a également été longtemps au centre de théories du complot le disant adepte des illuminatis tout comme Jay-Z ou Rihanna l'ont aussi été. Toutefois, le rappeur, amusé par ces théories complotistes, a démenti.
En 2016, Kanye West révèle, dans les morceaux Real Friends et No More Parties in L.A, avoir été victime d’une extorsion de fonds par l’un de ses cousins qui le menaçait de dévoiler une autre sextape du rappeur. Ce dernier avait subtilisé l’ordinateur portable de Kanye West et celui-ci avait dû payer la somme de 250 000 dollars contre la restitution de l’appareil contenant des données compromettantes,.
Kanye West se revendique comme un penseur libre et manifeste régulièrement sa liberté d'expression contre la dictature de la pensée. Il déclare avoir souvent été opposé à des détracteurs raisonnant par la pensée unique.
En novembre 2018, il fait don de 500 000 dollars aux pompiers de Los Angeles après la vague de destruction engendrée par l'incendie qui a frappé la Californie.
Le 12 octobre 2019, lors d'une visite à l'université Howard à Washington, Kanye West annonce avoir vécu une nouvelle naissance et être devenu chrétien. Il affirme avoir été guéri de sa dépendance à la pornographie et au sexe par le biais de sa foi en Dieu. Il exprime également sa volonté de vouloir prendre ses distances avec tout ce qu'il a pu représenter. Il prêche régulièrement au cours de sa tournée hebdomadaire Sunday Services (Services du dimanche), avec Adam Tyson, son pasteur évangélique. Ce dernier a déclaré que West avait songé à arrêter la musique rap mais qu’il l'avait encouragé à l'utiliser pour Dieu,.
Kanye West déclare être synesthète, ce qui lui fait associer des couleurs à la musique.

## Couple médiatique avec Kim Kardashian

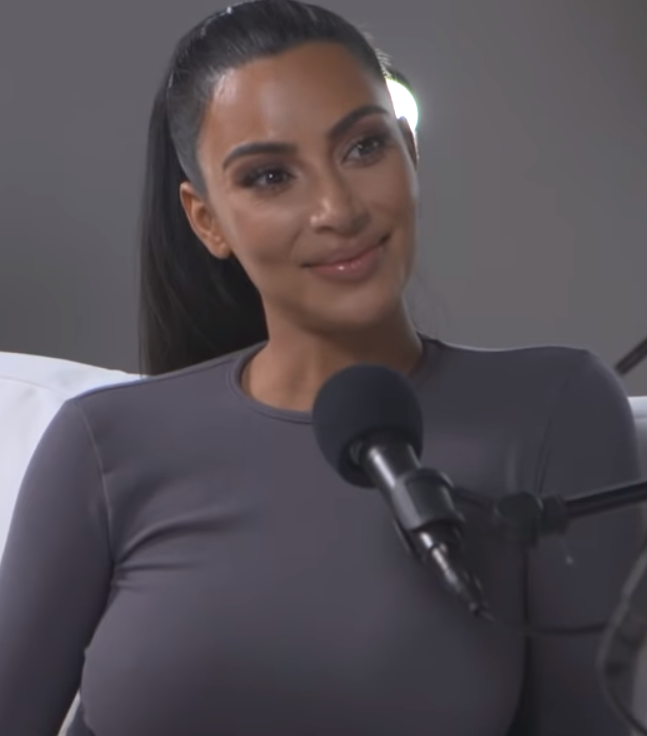
Kim Kardashian, ex-épouse de Kanye West.

Kim Kardashian et Kanye West constituent la caractérisation d'un « Power Couple »,. Au cours de leur union, Kanye West fera de Kim Kardashian sa « muse », et le rappeur s’évertuera à redéfinir les goûts vestimentaires de sa compagne, en constituant sa garde-robe lors de sorties publiques ou de gala, influençant toute une génération connectée sur les canaux sociaux de cette dernière.
Le rappeur lui facilitera l’accès aux portes de la mode, après des années de revers et un désaveu des maisons de couture,.
Kim Kardashian offrira une importante exposition médiatique à son époux, grâce à la popularité dont jouit la fratrie Kardashian-Jenner, passant par la promotion de la ligne de chaussure de West entre autres.
De 2012 à 2021, le rappeur était en couple avec Kim Kardashian. Kanye et Kim s'avéraient être des amis de longue date et avaient déjà été aperçus, à plusieurs reprises, en toute complicité. Leur première rencontre a eu lieu en 2002 dans un studio d'enregistrement grâce à la chanteuse Brandy qu'ils connaissaient tous les deux.
En 2012, Kanye West avait confessé son amour pour Kim sur le morceau Theraflu alors que celle-ci était mariée avec Kris Humpries.
Ils officialisent leur couple peu de temps après alors que la procédure de divorce de Kardashian n'est pas finalisée. Après huit mois de relations, Kanye West et Kim Kardashian attendent leur premier enfant.
Le 5 décembre 2015, le couple accueille leur deuxième enfant. Les médecins sont formels, une nouvelle grossesse pourrait s'avérer fatale pour Kim Kardashian,.
Le 3 octobre 2016, lors de son séjour à l'hôtel de Pourtalès à Paris, Kim Kardashian est agressée, séquestrée et volée dans sa suite par cinq individus déguisés en policiers. Le montant du vol est estimé à 10 millions d'euros. Les auteurs présumés du braquage sont arrêtés le 9 janvier 2017 grâce à une trace ADN. Le braquage est l’événement le plus recherché sur Google en 2017. Il est le plus important vol de bijoux depuis vingt ans. Apprenant la nouvelle alors qu'il est en représentation sur scène, Kanye West interrompit son concert pour se rendre en urgence aux côtés de sa compagne. Les médias américains dénonceront les habitudes ostentatoires de Kim, qui auront, selon eux, conduit les agresseurs à la cibler. Kim se remettra difficilement de cet épisode et décidera, dans un premier temps, de fuir Paris.
Le 30 octobre 2020, Kim Kardashian publie sur son twitter une vidéo de son père Robert Kardashian en hologramme que Kanye West a fait réaliser pour le jour de ses quarante ans.
Le 19 février 2021, la presse annonce que Kim Kardashian a entamé une procédure de divorce contre Kanye West. Ils restent cependant en bons termes un temps. Le rappeur finira par multiplier les attaques publiques à l'encontre de son ex-épouse mais également contre la famille Kardashian, tout en revendiquant ses droits parentaux, arguant être lésé dans l'exercice de son autorité parentale en se positionnant contre l'ouverture d'un compte TikTok pour leur fille North ou encore en se plaignant d'être mis à l'écart d'événements importants comme lors de l'anniversaire de sa fille Chicago,,.

### Mariage
Le 21 octobre 2013, Kanye West demande Kim Kardashian en mariage au cœur du stade AT&T Park à San Francisco. Le 23 mai 2014, le couple organise une célébration lors d'un apéritif dînatoire au Château de Versailles qu'ils privatisent, comptant la présence de Lana Del Rey qui chantera pour l'événement. Le couple s'envole dès le lendemain en direction de Florence en Italie, pour un mariage qui a lieu devant 200 personnes au château Forte Belvedere le 24 mai 2014,. La photo du baiser scellant leur union, postée par Kim Kardashian, deviendra à l'époque, la photo la plus aimée de l'histoire d'Instagram.
Selon les modalités prévues dans leur contrat de mariage, Kim gagnerait 1 million de dollars par année pendant 10 ans. Kim hériterait de 6 millions de livres sterling en cas d'infidélité caractérisée de son époux. La star a empoché 3,4 millions de dollars par enfant conçu avec son mari Kanye West et a gagné 740 000 dollars par année de mariage dès la troisième année de leur mariage.

### Paternité
De son union avec Kim Kardashian naîtront quatre enfants :
- le 15 juin 2013, Kim Kardashian donne naissance, après quelques complications, à leur fille, North West, à Los Angeles[161].
- Saint naît le 5 décembre 2015, après une grossesse éprouvante qui a mis en péril la vie de Kim Kardashian. En décembre 2017, Kim révèle dans son émission L'Incroyable Famille Kardashian avoir été victime d'une fausse couche après une fécondation in vitro suivant la naissance de son second enfant[162].
- Le 15 janvier 2018 à San Diego, Kim Kardashian et Kanye West accueillent leur troisième enfant, une fille Chicago née le 15 janvier 2018 par mère porteuse.
- Puis un garçon nommé Psalm, le 9 mai 2019[163],[164], également né par mère porteuse. Kim Kardashian ne pouvant plus porter ses enfants elle-même[165].

## Polémiques
Au cours du mois de juillet 2009, il s'auto-proclame comme étant le nouveau « King of Pop » durant une interview pour Scrape TV à la suite du décès du chanteur Michael Jackson. Il affirme être le seul artiste en mesure de perpétuer l'héritage de ce dernier.
Le 13 septembre 2009, en marge des MTV Video Music Awards de cette année-là, Kanye West intervient sur scène pour interrompre le discours de remerciement de la chanteuse Taylor Swift en affirmant que, selon lui, le prix du meilleur clip décerné à la chanteuse pour la vidéo de You Belong With Me revenait de droit à Beyoncé. Auparavant, il s'était déjà fait remarquer devant les photographes en embrassant langoureusement et tripotant sa compagne Amber Rose. Le geste de Kanye West envers Taylor Swift provoque un tollé et le rappeur est, à ce moment-là, la cible de nombreux détracteurs. Son attitude alimentera énormément la presse people et de nombreuses célébrités réagissent dont Pink, Katy Perry ou Barack Obama qui le traitera de  jackass à la télévision (imbécile en français). Le rappeur s'excusera de sa maladresse les jours suivants après s'être expliqué durant une émission de Jay Leno, cependant, un enregistrement sonore fuite dans lequel il ne semble pas regretter ses propos outre mesure, le rappeur les réitérera même,.

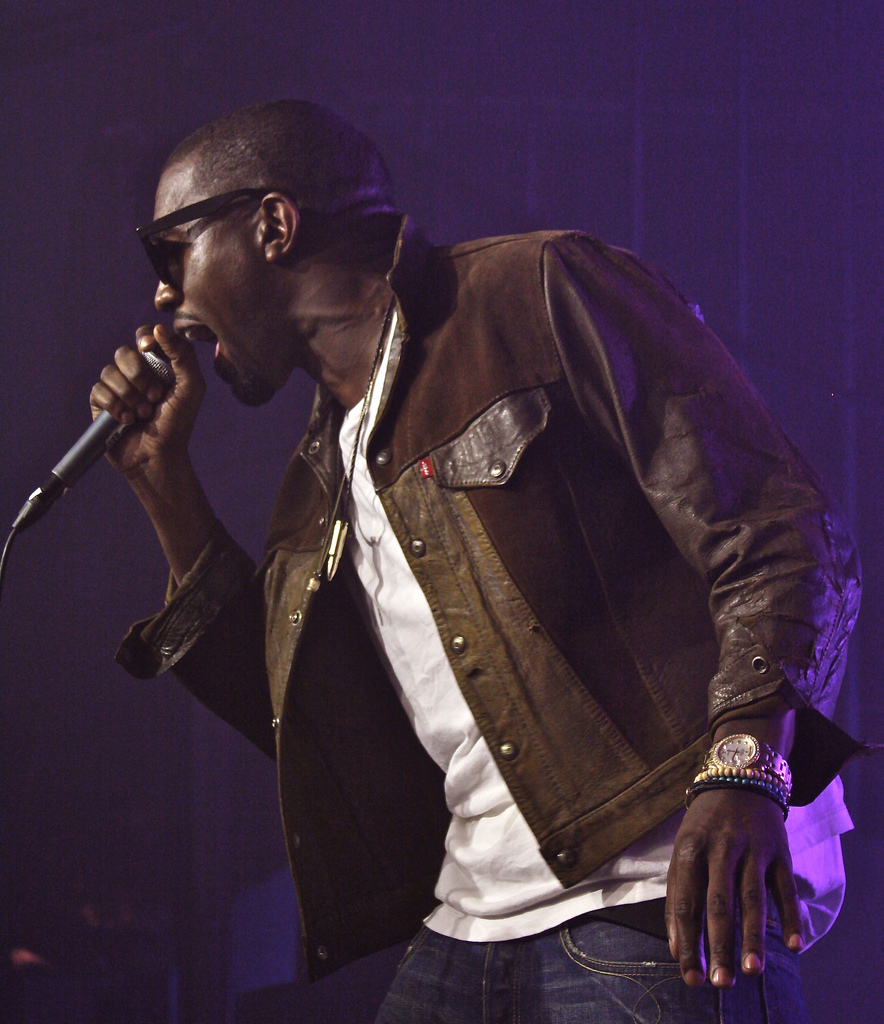
Kanye West sur scène.

Initialement invités au mariage du couple que forment Kim et Kanye, les époux Beyoncé et Jay-Z, qui sont de proches amis du rappeur, brillent par leurs absences aux différentes cérémonies. Les médias ont rapporté que Beyoncé refusait d'être associée à l'image controversée que représente Kim Kardashian à l'époque, malgré de nombreuses tentatives de rapprochement tentées par cette dernière.
En 2012, des éléments issus d'une sextape que Kanye avait tournée avec Mony Monn, sosie de Kim Kardashian, fuitent. Le rappeur n'avait jamais caché son obsession pour Kim Kardashian et sa célèbre sextape qu'il a tenté de reproduire avec un sosie de la star,. Kanye West avait pris des dispositions pour que la vidéo en question ne soit jamais dévoilée. Par ailleurs, la pochette de son album My Beautiful Dark Twisted Fantasy est fortement inspirée de la sextape de Kim et Ray J.
En novembre 2013, Kanye West, alors invité à l'émission de radio Shade 45, affirme que les multinationales comme Nike ou Mercedes ont monopolisé le marché et que ses tentatives de diversification se sont soldées par des échecs de ce fait. Il s'énerve durant plus d'un quart d'heure contre l'animateur Sway après que celui-ci a évoqué ses déboires dans le milieu de la mode.
En décembre 2013, frustré d'avoir été interpellé, il fait exclure de son concert une fan qui lui avait demandé de retirer sa cagoule Martin Margiela.
Au cours de l'année 2013, Kanye West se laissera aller à de virulentes confidences sur l'ancien président des États-Unis. Il déclarera que Michelle Obama n'était pas assez sexy pour poser pour le magazine Vogue ou pour figurer en maillot de bain sur les réseaux sociaux à l'instar de sa femme Kim Kardashian. Visiblement heurté par la remarque du président à la télévision, il accable Barack Obama qu'il qualifie d'hypocrite alors qu'il l'avait soutenu durant sa campagne présidentielle. Le 11 juin, il déclarera qu'il s'est excusé envers Taylor Swift seulement à cause de la pression de ses managers et qu'il ne regrette pas son geste à un seul instant. Taylor et Kanye se réconcilient brièvement en 2015. La chanteuse lui remettra d'ailleurs un prix lors des VMA's de 2015 pour enterrer la hache de guerre.
En mars 2015, le site web loser.com redirige vers la page de Kanye West sur Wikipédia en anglais à la suite d'un manque de respect de son public au festival de musique de Bonnaroo,.
Durant la cérémonie des MTV Video Music Awards de 2015, Kanye West annonce sa candidature dans la course à la présidence des États-Unis en 2024. Il déclare aussi avoir fumé avant sa venue.

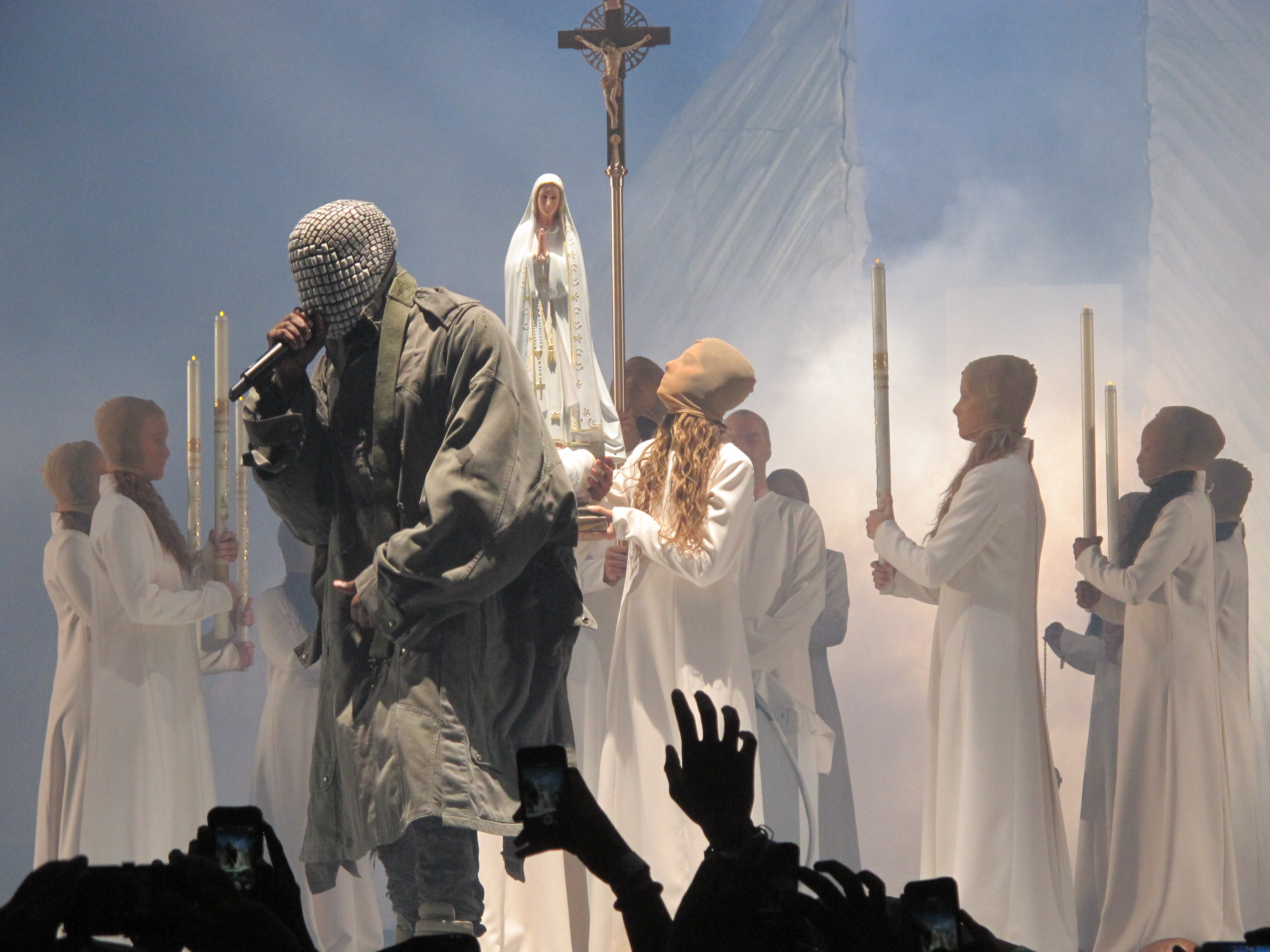
Kanye West lors du Yeezus Tour en 2013.

Le 11 février 2016, Kanye dévoile le single de Famous. Dans le morceau, le rappeur déclare qu'il aurait pu coucher avec Taylor Swift tant il l'a rendue célèbre en qualifiant celle-ci de « bitch ». Kanye affirme avoir eu le consentement de la chanteuse préalablement et qu'elle connaissait le contenu des propos qui la concernait. Taylor Swift nie fermement les affirmations de Kanye West. Plusieurs célébrités se rangent du côté de la chanteuse et accablent Kanye West. Taylor Swift prononce un discours à charge contre Kanye West lors d'un gala.
Le même mois, il interpelle le milliardaire et fondateur de Facebook, Mark Zuckerberg, sur Twitter en lui demandant une aide financière d'un milliard de dollars dans la réalisation d'idées qu'il trouve révolutionnaires. Il révèle s'être endetté à hauteur de 53 millions de dollars.
Le 2 mars 2016, le rappeur publie sur Twitter une capture d'écran afin de montrer qu'il apprécie un morceau du chanteur Sufjan Stevens. Cependant, les fans ont pu distinguer, parmi les onglets ouverts, une navigation vers le site de téléchargement illégal The Pirate Bay. En prêtant attention à la photo postée, les internautes ont constaté que son auteur s'était procuré le logiciel Serum. Les réactions seront vives à l'égard de Kanye West, qui se plaignait que son album, The Life Of Pablo, avait été piraté 500 000 fois d'après les statistiques. Il envisageait alors d'attaquer en justice la plateforme.
Le 16 juin 2016, Kim Kardashian publie des extraits sonores dans lesquels on peut entendre Taylor Swift se réjouir des propos polémiques qu'elle niait connaître avant la sortie du titre Famous et donner son accord à Kanye West pour les employer. Les internautes accablent la chanteuse Taylor Swift qu'ils qualifient en masse de « serpent » tandis que cette dernière est décriée pour, de l'avis général, avoir voulu attirer la sympathie sur elle aux dépens de Kanye. La chanteuse se retirera de la vie publique durant une année à la suite de cet événement.
Le 25 juin 2016, Kanye dévoile le clip du titre Famous et déclenche une polémique. Kanye s'est inspiré de l'œuvre Sleep de Vincent Desiderio, pour exposer intégralement nus durant l'intégralité de la vidéo, par le biais de mannequins en silicone et de sosies, les artistes Rihanna et Chris Brown, Anna Wintour, Taylor Swift, Kim Kardashian, Amber Rose, Bill Cosby, Caitlyn Jenner, Donald Trump ou encore Ray J (ex-partenaire de Kim dans la sextape de celle-ci). Lena Dunham montera au créneau pour accuser Kanye West de faire l'apologie du viol dans un post Facebook.
Le 7 septembre 2016, Kanye West organise son défilé Yeezy Season 4 printemps-été 2017. Cet événement sera, de l'avis général de la presse, une catastrophe. En cause, les nombreux imprévus qui en ont bouleversé le déroulement. Certains mannequins ont déploré des conditions de travail difficiles sous un climat tout aussi difficile. Plusieurs internautes de Twitter dénonceront la discrimination qu'ont dû subir des mannequins refoulés au détriment de la diversité.
En 2018, la fuite d'une nouvelle sextape de sa femme Kim fâche le rappeur. La même année, il fait part de son addiction au porno et admet continuer d'en consommer même s'il est en couple avec Kim Kardashian. Il avait d'ailleurs déclaré « One day, I gon' marry a pornstar » dans le morceau Hell of a Life. Nicki Minaj confirmera son addiction au porno et confiera que le rappeur en regardait durant la composition de son album My beautiful Dark Twisted Fantasy pour s'inspirer. Kanye avait également sollicité l'écrivain Bret Easton Ellis afin de travailler sur des nouveaux formats à base de films pornographiques dans le cadre de son septième album, Life of Pablo.
Au cours de l'année 2018, il se plaint que des athlètes comme Michael Jordan ne soient pas représentés sur des billets de banque à la place de figures de lutte contre l'esclavage comme Harriet Tubman, qui doit figurer sur les prochaines impressions de billets de banque. Il tente de dénoncer que les personnes préfèrent se focaliser sur les aspects sombres de l'histoire au lieu de célébrer la réussite d'hommes noirs. Il propose également d'abolir le 13e amendement de la constitution des États-Unis. Invité dans les locaux de TMZ pour s'expliquer sur ses déclarations et les récentes polémiques auxquels il est associé, il déclare que l'esclavage des noirs, qui a duré 400 ans, ressemble à un choix de leur part. Les déclarations du rappeur choquent immédiatement et il est interrompu dans son discours par un journaliste noir, Van Lathan, affligé par ses propos.
À la suite de ce nouveau dérapage, Kanye est au centre d'une gigantesque polémique. Beaucoup de fans se diront déçus par ses déclarations tandis que de nombreuses personnalités telles que Snoop Dogg, Chris Evans, Lana Del Rey ou T.I. monteront au créneau pour dénoncer ses propos. Dans le morceau Wouldn't Leave de Kanye West paru dans l'album Ye, le rappeur confesse avoir failli perdre son mariage avec Kim Kardashian après ses déclarations. Le 29 août 2018, il fond en sanglots et s'excuse pour ses propos polémiques sur l'esclavage à la station de radio WGCI-FM.
À la suite de ses prises de position en faveur du président Donald Trump, Beyoncé et Jay-Z coupent les ponts avec le couple. Kanye West sera cependant aperçu main dans la main avec Jay-Z, lors de l'anniversaire des 50 ans de P. Diddy, en décembre 2019, après des années de tension.
En août 2023, West est photographié sur un bateau fluvial par des riverains, alors qu'il séjourne en Italie, dans une posture jugée indécente, les clichés dévoilant les fesses du rappeur ainsi que son épouse Bianca Censori semblant lui prodiguer une fellation en plein air. En conséquence, la compagnie de tourisme maritime concernée choisira de bannir à vie l'artiste. Certains habitants demanderont l'expulsion du couple,.
Le 7 février 2025, durant une série de tweets problématiques, le rappeur demande la libération du rappeur P. Diddy accusé quelques mois plus tôt de trafic et d'agressions sexuelles. Sur ces mêmes tweets, il s'en prend au regretté Virgil Abloh qui était son grand ami avant son décès. La même semaine, plus tôt, sa femme Bianca Censori crée aussi la polémique en se montrant nue pendant un instant aux Grammy Awards.
Dans une autre série de tweets le 19 mars 2025, le rappeur s'en prend violemment et ouvertement à Playboi Carti.

### Polémique du sloganWhite Lives Matter
Le 3 octobre 2022, à l'occasion de la présentation de la nouvelle collection YZYSZN9 lors de la Fashion Week de Paris, Kanye West créé la polémique en s'affichant en compagnie de Candace Owens, initiatrice du « Blexit » (encourageant les Afro-Américains à se détourner du parti démocrate pour rejoindre les rangs conservateurs) et soutien de l'ex-président Donald Trump, arborant tous deux des t-shirts portant les inscriptions « White Lives Matter », détournement du mouvement civique Black Lives Matter dénonçant les brutalités policières racistes, davantage popularisé après l'arrestation du citoyen afro-américain George Floyd,,. Le slogan « White lives matter », créée par des groupuscules suprémacistes blancs dans l'optique d'une revendication raciste, émergea en antithèse du mouvement civique. Parmi les mannequines défilant pour la nouvelle collection figura Selah Marley, qui s'avère être la fille de la chanteuse Lauryn Hill ainsi que la petite-fille du chanteur Bob Marley,,.
De nombreuses célébrités sont montées au créneau pour condamner les actions de Kanye West : parmi elles, le mannequin Gigi Hadid, Marc Lamont Hill, ou encore les rappeurs Boosie Badazz et Jaden Smith qui quittera le défilé à la vue du t-shirt,.
Après la vague d'indignation qui suivit, le rappeur se justifia en affirmant que George Floyd était décédé des suites de son intoxication au Fentanyl et non des violences policières. Il déclare également par le biais de son compte Instagram « Tout le monde sait que Black Lives Matter était une arnaque. Maintenant c'est terminé. De rien ». Lors d'une interview sur Clique avec Mouloud Achour, il explique sa démarche en déclarant « tout le monde portait des T-shirt black lives matter, comme si c'était une faveur de nous dire que nos vies avait de la valeur, comme si on ne le savait pas déjà. Je me suis donc dit que j'allais moi aussi rendre la pareil en disant "votre vie aussi a de la valeur" ».

### Propos et publications antisémites et néo-nazis

#### Octobre 2022 et semaines suivantes
Le 17 octobre 2022, une vidéo est publiée sur YouTube dans laquelle Kanye accorde un entretien au média « Drink Champs », podcast animé par le rappeur N.O.R.E. et le DJ EFN. Au cours de l'interview, il aborde de nouveau ses récentes positions quant au mouvement Black Lives Matter. Il se laisse aller à des affirmations diffamantes en déclarant « On s'habitue aux paparazzi qui prennent des photos de vous et on n'en sortira aucun argent. On s'habitue à se faire défoncer par les médias juifs, c'est tout […] les médias juifs m'ont bloqué. » et d'ajouter « Les Juifs possèdent la parole des Afro-américains. Que ce soit parce qu'on porte un tee-shirt Ralph Lauren, ou parce qu'on signe tous avec un label de production de disques, qu'on a un manager juif, ou qu'on signe avec une équipe de basket juive, ou qu'on fait un film avec une plateforme juive comme Disney »,.
Kanye se défend d'être antisémite en déclarant qu'il ne pouvait pas être antisémite dans la mesure où les Afro-américains étaient des descendants des Juifs parce qu'ils avaient « le sang du Christ ». Par ailleurs, West affirme que les catholiques refusaient les dossiers de divorce « de manière à ce que les avocats juifs puissent se présenter parce qu'ils veulent bien, eux, faire divorcer les couples. C'est comme ça qu'ils sont devenus riches »,.
Ces déclarations trouvent écho auprès de la communauté très controversée des Hébreux noirs, considérés comme un groupe de haine par le Southern Poverty Law Center.
Le samedi 22 octobre 2022, la Goyim Defense League (GDL), un mouvement neo-nazi, se rassemble sur un pont au-dessus du réseau autoroutier de l'Interstate 405 de Los Angeles et effectue des saluts nazis en direction des automobilistes tout en brandissant des panneaux sur lesquels figurait l'inscription « Kanye is right about the jews » (« Kanye a raison à propos des Juifs »).
Devant la teneur des propos tenus par West, YouTube décide de restreindre le podcast deux jours après sa diffusion,. Le rappeur N.O.R.E présente ses excuses en affirmant avoir interrompu Kanye à plusieurs reprises et que ce dernier avait menacé de quitter le plateau durant l'enregistrement.
À la suite de la diffusion, la famille de George Floyd envisage des recours judiciaires à l'encontre du rappeur. Sur Instagram, Kanye West publie de nombreuses captures d’écran dévoilant le contenu d’un échange avec le rappeur P.Diddy, lui demandant de cesser ses provocations à la suite de la polémique du t-shirt « White Lives Matter ». West lui répond en déclarant : « Je vais t'utiliser comme exemple pour rappeler au peuple juif, qui t'a dit de me contacter, que personne ne peut me menacer ou m'influencer », ou qu'il allait « entrer en Death Con 3 contre les juifs » et d'ajouter « Jésus est Juif », se défendant d'être antisémite,.
Par la suite, les réseaux sociaux Instagram et Twitter prennent la décision de restreindre ses comptes et la modération de Twitter décide de la suppression de certains tweets. Une déferlante d'indignation à l'égard du rappeur prend de l'ampleur et de nombreuses personnalités, telles que Jennifer Aniston, David Schwimmer, Florence Pugh, Jamie Lee Curtis ou encore la fratrie Kardashian-Jenner entre autres, dénoncent les propos qualifiés d'antisémites.
Dans la foulée, Def Jam, Adidas et Balenciaga mettent fin à leurs contrats avec Kanye West, qui voit son patrimoine chuter de 1,5 milliard de dollars, le faisant quitter la liste des milliardaires,,. Gap annonça également la fermeture du site internet dédiée à la collection capsule de l'artiste et le retrait de ses magasins de tous les produits issus de sa collaboration avec Kanye West.
Le jeudi 13 octobre 2022, la banque JPMorgan Chase annonce cesser toute relation professionnelle avec West dès le 21 novembre, et le transfert de ses actifs vers un autre organisme bancaire,,. À la suite de ses propos, il est également lâché par son agent et son avocate, Camille Vasquez. Ari Emanuel, fondateur de l'Endeavor Talent Agency (en), appela publiquement les entreprises Apple et Spotify, à rompre leurs relations professionnelles avec Kanye West et à supprimer l'intégralité du catalogue musical de l'artiste de leurs plateformes[réf. nécessaire]. Ce que choisira de faire Apple, par le retrait d'une liste de lecture recensant les titres les plus populaires de l'artiste,. Daniel Ek, PDG de Spotify, déclara condamner les déclarations de Kanye en les qualifiant « d'horribles » tout en faisant savoir que les propos en eux-mêmes n'enfreignaient pas les politiques anti-haine de sa société. Ce faisant, l'entreprise conservera le catalogue musical de l'artiste.
Kanye West annonce son intention d'acquérir le réseau social d'extrême droite américain Parler afin de lui garantir une totale liberté de parole. Fin novembre 2022, Parler rompt les négociations « dans l’intérêt des deux parties »,,.
Il est vu plusieurs fois en novembre aux côtés de Nick Fuentes, antisémite qui a tenu de nombreux propos négationnistes notamment sur le nombre de victimes de la Shoah.
Le 1er décembre, lors d'une interview avec le complotiste Alex Jones, il déclare « voir de bonnes choses en Hitler », « j'aime les juifs, mais j'aime aussi les nazis » ou encore qu'il faudrait « arrêter de diaboliser les nazis tout le temps ». Alors que Jones désapprouve en direct ces déclarations et tente d'envoyer une coupure publicité en disant que lui n'aime pas les nazis, West lui répond « [moi] j'aime Hitler ». Il ajoute plus tard alors que Jones tente de le raisonner « l'Holocauste n'est pas ce qui est arrivé, Hitler avait beaucoup de qualités rédemptrices, […] Hitler n'a pas tué 6 millions de juifs, ce sont des faits »,,. Ces propos antisémites et maintenant négationnistes créent l'indignation mondiale, et alors que Ye refuse de s'excuser sur Twitter, il poste une photo d'une étoile de David entrelacée avec une croix gammée. C'est en réalité une utilisation maladroite du symbole de Raël, qui est censé prôner l'amour entre les peuples. Elon Musk annonce alors qu'il a enfreint les règles du réseau et le bannit pour une durée indéterminée.
Il déclare cependant ne vouloir aucun mal à la population juive, il s'excusera également sur Instagram avec un post polémique également dans lequel il déclare que Jonah Hill dans le film 21 jump street lui a redonné son amour pour le « peuple juif ». Des excuses plus sérieuses seront ensuite prononcées, dans lesquelles il s'excuse auprès des personnes qu'il a blessé, ainsi que pour la confusion engendrée. Il expliquera avoir été traumatisé de son traitement en hôpital psychiatrique ce qui l'a mené à ses déclarations haineuses. Après la polémique, West quitte la scène médiatique pour se concentrer sur la musique, son état mental est alors décrit comme beaucoup plus sain.

#### Février 2025
Le 7 février 2025, Kanye West réitère les propos polémiques sur le réseau social X où il affirme se qualifier de nazi, aimer Adolf Hitler et critiquer ouvertement le peuple juif. Il annonce aussi défendre P. Diddy accusé et emprisonné pour avoir organisé des soirées où il y avait des agressions sexuelles.
Il publie le 9 février 2025 de nombreuses vidéos pornographiques sur son compte X. Il annonce aussi défendre R.Kelly qui est emprisonné pour 30 ans pour avoir été reconnu coupable de pédophilie,.
Le 10 février, au lendemain d'un spot publicitaire pendant le Super Bowl, Kanye propose à la vente un t-shirt de sa marque Yeezy arborant une croix gammée ou une svastika. Le produit est l'unique élément en vente sur son site. Il est de référence « HH-01 », comme les initiales de la formule d'adoration « Heil Hitler »,.

### Clashs dans le hip-hop
En 2016, il se brouille avec Wiz Khalifa sur les réseaux sociaux. En cause, un changement de titre d'album opéré par Kanye qui déplût à Wiz Khalifa. Le rappeur l'accusera de vouloir s'approprier les productions de Max. B. Les jours suivants, Kanye West aurait mal interprété les propos Wiz Khalifa qui déclarait Hit this KK faisant référence à la Kush. Le rappeur se laissera aller à des brimades à l'égard de ce dernier mais ciblera aussi son ex Amber Rose et leur enfant. Wiz Khalifa est directement soutenu par Amber Rose qui viendra se greffer au conflit en révélant des anecdotes peu flatteuses à l'encontre de Kanye. L'actrice pornographique Lisa Ann, vexée par les propos de Kanye sur les strip-teaseuses, montera au créneau pour affirmer que ce dernier lui a envoyé des photos de son anatomie par le passé.
En avril 2018, Kanye dévoile les morceaux Ye. vs the people, dans lequel il défend ses convictions politiques, et Lift Yourself qu'il bâcle volontairement. Ce titre revenait initialement à Drake avec lequel il avait collaboré à l'œuvre de leurs albums respectifs. Par la suite, Drake et Kanye entreront en conflits. Le rappeur reprochera à Kanye de l'avoir trahi en révélant l'existence de son enfant caché à Pusha T, avec lequel il est en clash depuis des années. Le rappeur Drake s'était laissé aller à des confidences auprès de Kanye pendant qu'ils collaboraient. Celui-ci se défendra d'être la source de la fuite dans une longue et frénétique série de tweets à charge contre Drake. Kanye l'accusera d'avoir voulu faire le buzz avec le morceau In my Feelings et laissé courir les rumeurs infondées d'une adultère entre Kim et Drake. Kanye, manifestement furieux, accusera Drake de n'avoir pas pris ses dispositions pour arranger la situation.

## Affaires judiciaires

### Plagiats musicaux
Kanye West se retrouve devant les tribunaux en 2012 après une plainte déposée par le soulman Syl Johnson pour un sample non autorisé sur le titre The Joy.

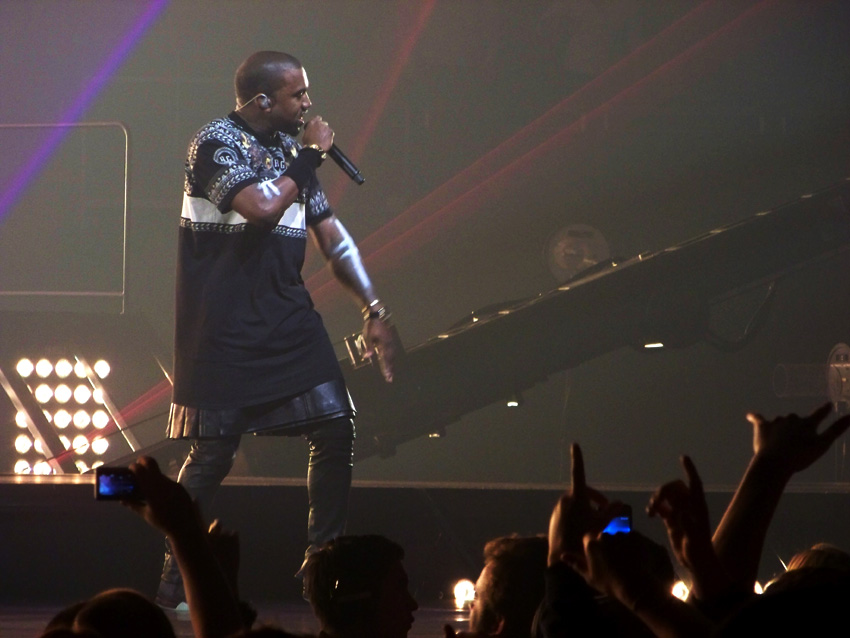
Kanye West sur scène en 2012 lors du Wach the Thrones Tour

En novembre 2011, Kanye West est poursuivi pour plagiat par un dénommé Vincent Peters. Ce dernier reproche à Kanye West d'avoir entièrement plagié un morceau qu'il avait auparavant envoyé en 2006 à John Monopoly, le manager de West. Kanye West s'en défend en précisant qu'il s'est inspiré de la célèbre maxime de Friedrich Nietzsche « Ce qui ne nous tue pas nous rend plus forts ». Le juge donne raison à Kanye West, mais Peters décide alors de faire appel devant la Cour d'appel des États-Unis pour le septième circuit. Il est également attaqué en justice par le musicien Joel McDonald la même année.
En 2013, Le compositeur hongrois Gabor Presser attaque Kanye West en justice pour plagiat. Le plaignant affirme n'avoir jamais donné de suite aux sollicitations de Kanye qui lui demandait l'autorisation d'utiliser l'une des compositions du musicien. Le rappeur avait proposé 10 000 dollars au compositeur sans obtenir de retour mais a quand même utilisé le produit du compositeur pour concevoir son titre New Slave, présent sur l'album paru en 2013, Yeezus. Le musicien lésé lui réclame 2,5 millions d'euros.
La même année, il est attaqué en justice par le chanteur Ricky Spicer. Ce dernier lui reproche d'avoir utilisé sa voix sur le titre Bound2 sans autorisations préalables.
En novembre 2018, la chanteuse Lorde accuse Kanye West et Kid Cudi de s'être appropriés l'idée du box en plastique lors de ses performances sur scène, depuis son compte Instagram.

### 2013: Agression physique d'un paparazzi
En 2013, il fait face à la plainte du paparazzi Daniel Ramos pour agression. Le rappeur avait tenté de saisir l'appareil photo du paparazzi et ce dernier avait fini au sol. Le 25 février 2014, le rappeur fut condamné à deux ans de mise à l'épreuve et est contraint d'assister à 24 séances de gestion de la colère ainsi qu'à effectuer 250 heures de travaux d’intérêt général.

### 2014: Agression physique d'un adolescent
En 2014, il scelle à l'amiable une autre affaire embarrassante auquel il fait face en versant la somme de 250 000 dollars à un adolescent de 18 ans à l'époque des faits. Celui-ci avait vociféré des insultes à caractère racistes dirigés contre sa compagne de l'époque, Kim Kardashian, lors d'un rendez-vous professionnel. Une fois informé de cette situation, le rappeur, voulant défendre l'honneur de sa femme, finira par agresser l'adolescent après l'avoir pourchassé.

### 2018: Accusation de violation de la propriété intellectuelle
En mars 2018, Kanye est attaqué en justice pour violation de la propriété intellectuelle par la société de vêtement Outdoor. La marque l'accuse d'avoir recopié, pour sa nouvelle collection Yeezy season 5, les mêmes motifs qu'arborent certains vêtements qu'elle confectionnait.

### 2024: Accusation d'agression et harcèlement sexuel par son ex-assistante
En mai 2024, Kanye West est poursuivi pour agression sexuelle et harcèlement sexuel par son ex assistante. Il lui aurait envoyé des SMS sexuels en plus de se masturber durant leurs appels en disant « Est-ce que ma putain de b*te est raciste ? […] Je vais regarder des photos de blanches avec des c*ls de noires ». L'assistante accuse Kanye West de l'avoir agressée en juillet 2021 dans un hôtel à San Francisco. Il aurait demandé avec insistance à rentrer dans sa chambre vers 6 heures du matin pour prendre une douche car la sienne était selon lui hors service. En sortant de la douche, il aurait « fait tomber sa serviette » avant de tenter de se « coller » nu contre elle, tout en lui « collant son pénis sur le visage » pendant que la victime lui suppliait d'arrêter, précise la plainte. Elle accuse aussi Kanye West de l'avoir droguée et de l'avoir agressée sans qu'elle soit consciente lors d'une session d'enregistrement studio à Santa Monica, en Californie. La session d'enregistrement était co-organisée par le rappeur et producteur Sean Combs.
Kanye West nie les faits.

## Popularité et influence dans le monde
Kanye West jouit d'une grande popularité notamment au cœur de la presse people dont les frasques du rappeur nourrissent régulièrement les colonnes. En 2005, sa collaboration avec le chanteur Jamie Foxx sur le titre Gold Digger le révèle au grand public.

Kanye West posant pour le magazine GQ en 2010

En 2007, sa rivalité avec 50 cent suscite l’intérêt. Les stations de radios et les médias relaient les provocations de 50 Cent envers l'artiste. Ce dernier avait déclaré qu'il allait arrêter sa carrière si son album Curtis était moins vendu que Graduation durant la première semaine, les deux albums sortant à la même date. 50 Cent était à l'époque le plus important vendeur de disques dans la catégorie Rap/Hip-hop aux États-Unis. Un timer (compte à rebours) est même affiché en bannière de certains sites spécialisés.
Kanye West finira par remporter le défi lancé par 50 Cent et s'offrir une publicité inespérée. Il est d’avis de beaucoup de spécialistes[Qui ?] qu'à cet instant le hip-hop connut une mutation. En effet, le rappeur 50 cent prônait le Gangsta Rap, une musique urbaine très connoté revendiquant l’argent facile, la luxure et les délits de droits commun. Très populaire à l'époque, 50 Cent s’était illustré comme le représentant de cette nouvelle génération, cependant, sa défaite face à Kanye West aura un impact important sur sa carrière mais aussi sur le rap en général. Kanye devient dès lors, l’un des pionniers du changement de ce genre musical, le faisant évoluer en y incorporant des changements impensables pour l'époque comme des chants, des influences pop, électro, et il aidera largement à le rendre plus accessible au grand public, notamment par l'esthétique vestimentaire adoptée au travers de polos, de vestes colorées et par le port de sac à dos,,. West contribuera à influencer toute une génération d'artistes comme l'ont déclaré Chance The Rapper, Frank Ocean, Childish Gambino, Lupe Fiasco, Drake, Travis Scott ou encore Kid Cudi, qui le citeront comme l'une de leurs principales influences tant dans la direction artistique suivie que dans leur musicalité,,.
Il collabore avec les artistes Daft Punk sur le tube planétaire Stronger qui caracole en tête des charts musicaux dès sa sortie. Le titre, qui possède des assonances électro, sera un succès critique et commercial et sera joué sur toutes les radios populaires. Le morceau est un sample du titre préexistant Harder, Better, Faster, Stronger. C'est d'ailleurs avec celui-ci que Kanye a contribué à faire connaître sa spécificité, le sampling, un procédé d'échantillonnage qui deviendra emblématique des compositions musicales de ce dernier. À l'œuvre pour le clip vidéo du titre, il s'inspire de l'œuvre AKIRA sorti en 1988. Il approche la chanteuse Cassie qu'il met en scène mais encore les Daft Punk. Le clip totalise plus de 380 millions de vues sur la plateforme YouTube aujourd'hui. Il obtiendra le Grammy Award de la meilleure performance pour un artiste en 2008 dans la catégorie rap solo.
Sa collaboration avec T.Pain sur le morceau Good life est un succès. Il remportera le Grammy Award de la meilleure chanson Hip-hop en 2008. Le titre Homecoming connait lui aussi un succès commercial. Le titre American Boy, pour lequel il est invité en featuring par l'artiste Estelle, est un carton mondial. Il devient le tube de l'été 2008. Les morceaux Heartless, Can't Tell Me Nothing, Flashing Lights ou Amazing popularisent davantage Kanye West. Durant cette période, il se rapproche de la chanteuse Rihanna qu'il invite sur son clip du titre Paranoïd. Ils collaborent de nouveau sur le titre de All of the Lights, en collaboration avec Kid Cudi. Cette production confirmera davantage le succès du chanteur.
En juin 2009, Kanye West annonce la formation d'une tournée conjointe en compagnie de la chanteuse Lady Gaga. Cependant, la « Fame Kills Tour », qui devait se tenir aux États-Unis de novembre 2009 à janvier 2010 pour 34 dates, est annulée le 1ᵉʳ octobre 2009 sans que les raisons ne soient révélées,.
En 2011, Kanye West et Jay-Z dévoilent leur album collaboratif Watch The Throne. Le processus de création de l'album est ultra sécurisé pour éviter toute fuite crée l'engouement pour la nouvelle production des deux artistes. Le morceau Ni**as in Paris, qui sera joué jusqu'à 12 fois d'affilée devant 20 000 personnes à Paris-Bercy, et Otis sont des succès populaires,.
Avec Yeezy, Kanye gagnera en notoriété en fondant un empire aux côtés d’Adidas dès 2014.
En 2015, la première basket Adidas Yeezy sort, le succès est immédiat et la chaussure compte parmi les chaussures de sport les plus populaires. Témoignant de la ferveur autour de la nouvelle paire, des queues se formaient devant les boutiques, près de 24 heures avant leur ouverture.
L’engouement des médias autour des frasques de West, l’influence de Kim Kardashian ainsi que la popularité grandissante du business familial, aident à la communication autour de la paire, depuis les réseaux sociaux,.
En 2018, Kanye confirme souhaiter rendre ses Yeezy plus accessible. Ainsi, Adidas accroit la production de paires, avec des sorties plus régulières incluant de multiples coloris. Malgré la hausse de la production, le volume de sorties en plus grande quantité est immédiatement épuisé.
En 2024, Ye se présente souvent masqué durant cette période, il a également mis des dents en titane.

## Carrière d’entrepreneur
Kanye forme son label G.O.O.D MUSIC, en conjonction avec Sony BMG, en 2004.
En août 2008, Kanye West révèle son projet d'ouvrir 10 restaurants fastfood à Chicago. Le premier ouvre durant le mois de septembre 2008 à Orlando Park. Le second suivra au cours du mois de décembre 2009. Kanye rachète les droits de la chaîne KW Foods LLC à Chicago. En 2011, il ferme le restaurant fastfood situé à Orland Park. Plus tard dans l'année, il fermera celui de Beverly.
Le 5 janvier 2012, West annonce la création de DONDA, spécialisée dans la promotion de contenus créatifs. Il exprime son souhait de « prendre la relève là où Steve Jobs s'est arrêté ». Son objectif est de galvaniser les idées créatives au sein d'une structure dédiée à l'expression de leurs rêves.
Le 30 mars 2015, il est annoncé que Kanye fait partie des actionnaires de la plateforme de streaming Tidal tout comme le sont Jay-Z, Rihanna, Madonna, Nicki Minaj ou encore Chris Martin.
L'idée d'avoir un service dont les propriétaires sont les artistes eux-mêmes fut créée par la demande croissante de streaming et dans l'optique de rivaliser avec le géant Spotify. Les artistes y ont trouvé une occasion de percevoir une part plus importante de royalties à l'instar de Spotify.
En septembre 2018, Kanye West donne une interview pour Fader. Il fait part de sa volonté d'ouvrir une manufacture d'automobile à Chicago et d'avoir pour objectif de faire travailler des ingénieurs sur des concepts de voitures volantes en corrélation avec Tesla.
En juillet 2020, West décide de relocaliser ses usines Yeezy vers les États-Unis.
D'après le magazine américain Forbes, sa fortune personnelle est estimée à plus de 1,3 milliard de dollars en avril 2020, mais cette estimation se base sur des attentes théoriques des estimés de ventes via la collaboration Yeezy x Gap.
La fortune personnelle de Kanye West, en prenant en compte ses actifs et son patrimoine avoisinerait les 160 millions en réalité. Les revenus associés à sa musique lui permettrait d'engranger 90 millions de dollars, ceux liés à sa participation dans l'entreprise Skims (marque de lingerie et de gaines appartenant à son ex-épouse Kim Kardashian) lui rapporterait aux alentours de 64 millions.

## Mode
Kanye West n'a jamais caché son attrait pour la mode. Il est connu pour être une fashion victim. Les marques ont saisi très rapidement qu'il avait un important capital image. 

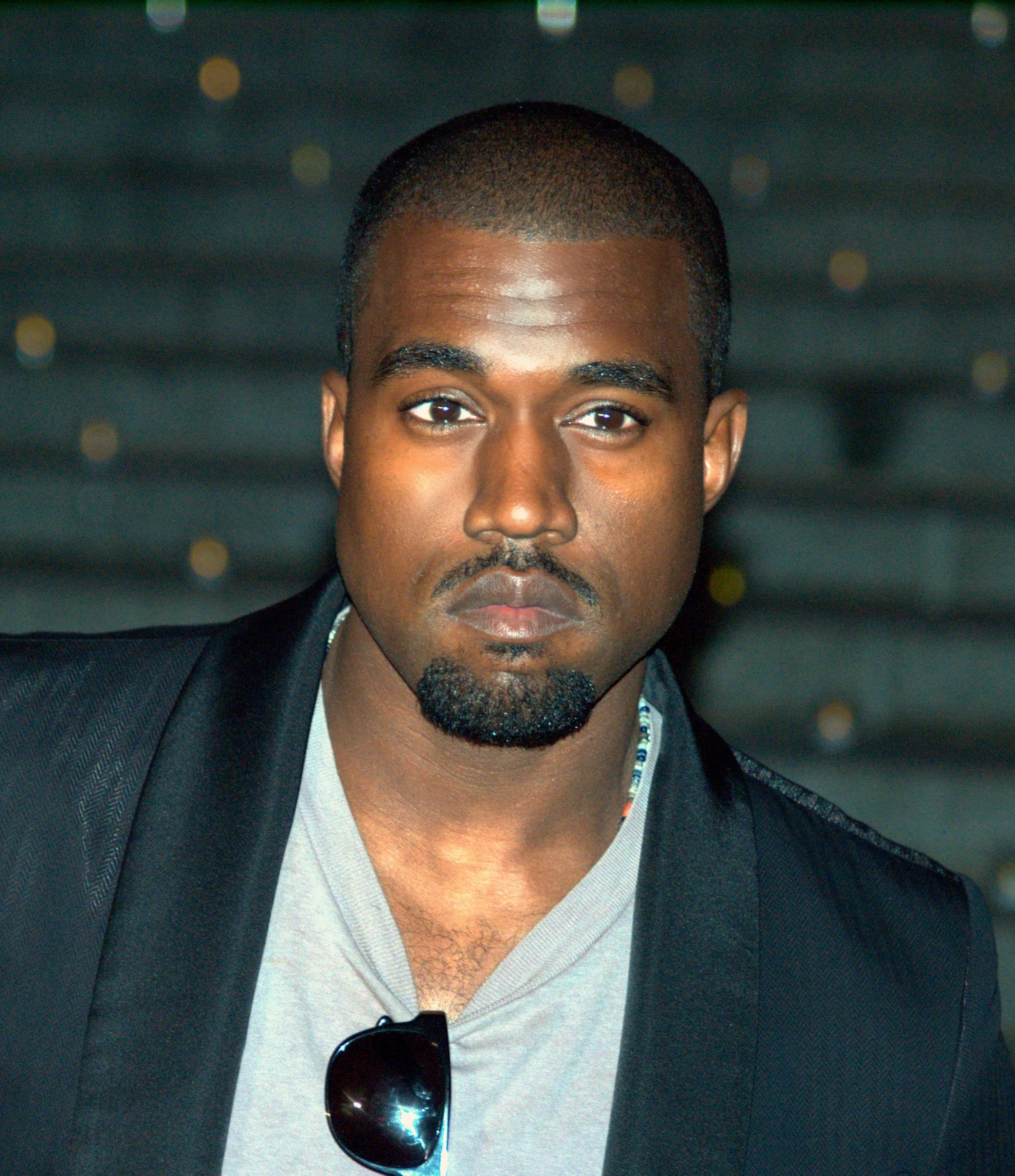
Kanye West lors de la Vanity Fair Party en 2009.

En septembre 2005, Kanye West annonce son intention de créer sa propre ligne de vêtements streetwear, appelée Pastelle Clothing pour le printemps 2006. Cependant, juste après que Kanye West a présenté le premier lookbook de sa marque en 2009, il annonce que celle-ci ne sortira jamais,.
En juillet 2009, Louis Vuitton sort des sneakers en collaboration avec Kanye West. Des sneakers assez sobres, moins chargées en couleurs et en strasses que d'autres baskets signées par des rappeurs comme Lil Wayne. La même année, il sort en collaboration avec Nike, le modèle « Air Yeezy ». Le succès de cette paire de baskets est fulgurant. La « Nike Air Yeezy 2 » sort en juin 2012 et son succès est tout aussi fulgurant puisque la paire se revend environ 3 000 $ en 2015 alors que son prix initial était dix fois moins élevé. Fin 2009, Kanye s'envole à Rome, accompagné de son directeur artistique Virgil Abloh pour collaborer avec l'enseigne Fendi en tant que stagiaires. Durant plusieurs années, il va chercher à effectuer des « stages d'observation » pour différentes marques, sans réel engouement des entreprises de mode face à la personne.
Les baskets Nike ne sont pas sa seule approche de la chaussure ; il passe deux ans avec le chausseur Giuseppe Zanotti pour apprendre les bases du domaine de la chaussure de luxe. Kanye a également conceptualisé des chaussures pour la marque BAPE. Le samedi 1er octobre 2011, en marge de la Semaine des défilés parisienne, le rappeur présente à une cinquantaine d'invités sa première collection de 23 créations de prêt-à-porter féminin qu'il a conçue. Ce premier défilé reçoit de nombreuses critiques négatives,,, ; Anna Wintour du magazine Vogue américain, lorsqu'on lui demande son avis sur cette collection, répondra « Demandez à quelqu'un d'autre » (« Ask someone else ») ; globalement, outre ce défilé, l'accueil du milieu de la mode reste négatif lui aussi,. Malgré tout, Riccardo Tisci, directeur artistique de Givenchy, Azzedine Alaïa, Carine Roitfeld, Spades & Co. ou Anna Dello Russo font partie de ses soutiens.
En novembre 2013, il annonce cesser toute collaboration avec Louis Vuitton jugeant que Yves Carcelle, vice-président de la marque, l'avait snobé. Il appelle ses fans au boycott de la marque. En 2014, il annonce la fin de sa collaboration avec Nike, jugeant qu'il ne percevait pas de royalties assez importants et que la marque ne laissait pas suffisamment de liberté à sa créativité.
En mars 2015, Kanye West présente sa première collaboration avec la marque Adidas comprenant une cinquantaine de looks. Cette collaboration s'intitule Yeezy Season 1 et comporte principalement des pièces orientées vers le style militaire comme des parkas avec des motifs camouflage ou encore des pulls amples troués. Il a également collaboré avec la marque française A.P.C. et réalisé deux collections pour celle-ci en 2013 et 2014. Sa collaboration avec Adidas marque un tournant dans le domaine de la basket, la gamme Yeezy faisant nettement évoluer le prix d'une paire : « entre 220 et 350 euros, le rappeur a mis la barre beaucoup plus haut », changeant le prix psychologique habituellement accepté par les clients.
Kanye West présente la troisième édition de la « Yeezy Season » durant la Fashion Week de New York. Kanye organise les défilés devant un parterre de célébrités dont Lamar Odom, Kim Kardashian, Young Thug, Kylie Jenner ou encore Jay-Z. Le casting comprend environ mille personnes.
En septembre 2016, Kanye West ouvre le bal des défilés de la Fashion Week printemps-été 2017 avec sa nouvelle collection « Yeezy Season 4 ». Encore une fois, quelques problèmes d'organisation viennent perturber la présentation.
L'année suivante sera la phase de consécration pour Kanye West, au cours de la journée du 15 février 2017, Kanye présente les dernières créations issues de sa dernière collection de la « Yeezy Season 5 ». Pour concevoir ses créations, Kanye West s'inspira des looks issus des années 1990, du style Californien et de Martin Margiela. La presse spécialisée établira des critiques encourageantes.
En 2018, il devient le directeur créatif des Pornhub Awards.
Il présente sa nouvelle collection en mars 2020 à Paris au théâtre des Bouffes-du-Nord puis la collection Yeezy le lendemain.
Le 26 juin 2020, il déclare avoir signé un partenariat de dix ans entre sa marque de vêtements Yeezy et Gap, dont l'action en bourse augmente de 40 % après l'annonce du contrat. Cet accord entraine la signature de ces créations sous le nom « Yeezy Gap Engineered by Balenciaga ». Mais en septembre 2022, le contrat avec Gap est rompu. En parallèle, il rencontre également quelques problèmes avec Adidas, qu'il expose sur son Instagram. Mais ce réseau social, ainsi que Twitter, suppriment son compte à la suite de propos antisémites ou violents ; il se positionne alors pour racheter le réseau Parler,.
Le 2 octobre 2022 West obtient la consécration en défilant en tête de la collection printemps-été 2023 de Balenciaga à Paris. Il apparaît comme s'il avait reçu des coups, avec le visage tuméfié et sanglant, des plaies apparentes,.
Après des années de lente progression dans le domaine de la mode, alors qu'il fini par rencontrer le succès, en octobre 2022, Adidas, Balenciaga et son agence de représentation rompent ses partenariats avec le rappeur à la suite de ses propos antisémites répétés,. Adidas perd là 1,6 milliard d'euros de chiffre d'affaires annuel réalisés par Yeezy. Lors de son défilé de l'année en marge de la Semaine du prêt-à-porter à Paris, par ailleurs considéré comme bâclé, il s'affiche avec un slogan d'extrême droite et suprémaciste sur son t-shirt ; bien avant ce défilé mais également dans le prolongement de celui-ci, il revendique plusieurs fois diverses positions majoritairement controversées et haineuses,. Ces pertes de contrats avec les marques entrainent une chute de plusieurs millions de dollars de revenu pour le créateur,.

## Engagements
Lors d'un gala de soutien aux victimes de Katrina retransmis en direct à la télévision par la présentatrice Andréa Miguel, Kanye West déclare « George W. Bush doesn't care about black people » (« George W. Bush ne se préoccupe pas des Noirs »). Mike Myers commence par lire sur un prompteur un texte soulignant l’importance de rester solidaires en période de crise. Lorsque le tour de Kanye West arrive, celui-ci ignore le texte imposé et se met à commenter deux images relayées par les médias du monde entier au cours de la journée. « À côté d’une photo montrant un homme blanc, les bras chargés de provisions, la légende dit qu’il a trouvé de la nourriture. À côté de la même photo montrant un Noir, la légende dit qu’il les a volées. » La régie coupe aussitôt et enchaîne sur un chanteur de country en train d’accorder sa guitare.
À la publication du single Diamonds are Forever en mai 2005, les paroles font référence à sa déception d’être reparti bredouille des American Music Awards, l’une des grand-messes musicales aux États-Unis. Un mois plus tard sort un remix de la chanson renommée pour l'occasion Diamonds from Sierra Leone, avec des paroles radicalement différentes. Kanye West parle cette fois de la face cachée du commerce des diamants, des conditions de travail dans les mines africaines, et s’en prend à la culture bling-bling.
En mai 2010, il participe à une campagne d'appel au boycott de l'Arizona en raison d'une nouvelle loi controversée étendant la pratique du contrôle d'identité dans le cadre de la lutte contre l'immigration illégale.
En novembre 2016, il déclare que s'il avait voté à l'élection présidentielle américaine, il aurait choisi Donald Trump,. Il est depuis devenu un soutien régulier du président. En septembre 2018, il performe au SNL en portant la casquette Make America Great Again, et termine la soirée sur un discours où il dénonce une pensée unique à travers la culture et les médias américains, qui pointeraient du doigt celles et ceux pensant différemment, dont il ferait partie. Il rencontre Donald Trump dans le bureau ovale en octobre 2018 et profite de cette visite pour exposer sa vision sur le comportement des médias à l'égard du président et au sien, ainsi que sur la délocalisation industrielle.
Kanye West a souvent exprimé sa volonté de devenir président ; dans la chanson Facts (Charlie Heat Version), il fait savoir « 2020 imma run the whole election » (traduction : « 2020 je gagnerai l'élection »). Il déclare lors d'une interview avec Charlamagne tha God en juin 2018, qu'une potentielle candidature présidentielle aurait "la campagne de Donald Trump avec les principes de Bernie Sanders".Il réitère par la suite plusieurs fois son souhait de participer aux élections présidentielles de 2024, lors de sa rencontre avec Donald Trump, lors d'une interview avec Zane Lowe en octobre 2019, ou encore lors de la présentation de la paire de chaussures Yeezy Foam Runner, en novembre 2019,,.
En juin 2020, Kanye West donne 2 millions de dollars aux familles de George Floyd, Ahmaud Arbery and Breonna Taylor, dont le meurtre par des policiers a été à l'origine de mouvements massifs Black Lives Matter aux États-Unis et à travers le monde entier. Il est par la suite aperçu dans une manifestation du mouvement à Chicago, sa ville natale,.

## Discographie

### Albums studio
- 2004 : The College Dropout
- 2005 : Late Registration
- 2007 : Graduation
- 2008 : 808s and Heartbreak
- 2010 : My Beautiful Dark Twisted Fantasy
- 2013 : Yeezus
- 2016 : The Life of Pablo
- 2018 : Ye
- 2019 : Jesus Is King
- 2021 : Donda
- 2022 : Donda 2

### Albums collaboratifs
- 2011 : Watch the Throne (avec Jay-Z)
- 2018 : Kids See Ghosts (avec Kid Cudi)
- 2024 : Vultures 1 (avec Ty Dolla $ign)
- 2024 : Vultures 2 (avec Ty Dolla $ign)

### Album visuel
- 2025 : Bully

## Tournées
- 2005 : Touch The Sky Tour
- 2008 : Glow in the Dark Tour
- 2011-2012 : Watch The Throne Tour (avec Jay-Z)
- 2013-2014 : The Yeezus Tour
- 2016 : The Saint Pablo Tour
- 2023 : Vultures Tour (avec Ty Dolla $ign)

## Filmographie

### Acteur
- 2005 : State Property 2 : Règlement de comptes de Damon Dash : lui-même
- 2005 : Dave Chappelle's Block Party (documentaire) de Michel Gondry : lui-même
- 2007 : Entourage – saison 4, épisode 11 : lui-même
- 2008 : Love Gourou de Marco Schnabel : lui-même
- 2009 : The Cleveland Show (série télévisée) – saisons 1 et 2 : lui-même (voix)
- 2010 : Runaway
- 2012 : Cruel Summer : Ibrahim
- 2012 : L'Incroyable Famille Kardashian (émission de téléréalité) : lui-même
- 2013 : Légendes vivantes d'Adam McKay : J. J. Jackson (non crédité)
- 2013 : Made in America (documentaire) de Ron Howard : lui-même
- 2016 : Zoolander 2 de Ben Stiller : August Campbell
- 2019 : Jesus Is King de Nick Knight : lui-même

### Réalisateur
- 2005 : The College Dropout Video Anthology (documentaire)
- 2010 : Runaway (court métrage)
- 2012 : Cruel Summer (court métrage)

### Documentaire
En 2022, un documentaire en trois parties Jeen-Yuhs, sort sur Netflix. Réalisé par Coodie Simmons, entre 2004 et 2021, le film retrace les très jeunes années de Kanye, lorsqu'il était juste connu pour ses instrumentales et que personne ne prenait au sérieux sa vision artistique.

## Œuvres
- 2009 : Thank You and You're Welcome, Super Good LLC, Spi Edition, 2009, 52 p.,  (ISBN 978-0978967918)
- 2009 : Through the Wire: Lyrics & Illuminations, Atria Books, 1st Atria Books Hardcover Ed Edition, 2009, 80 p., (ASIN B002VB3EUE)
- 2010 : Glow in the Dark, Rizzoli Universe Promotional Books, 2010, (ASIN B008H1ATVE)